# 枯山水
枯山水（かれさんすい）とは、水を用いずに岩や砂などで山水を表現した日本庭園の様式の一つ。石庭。

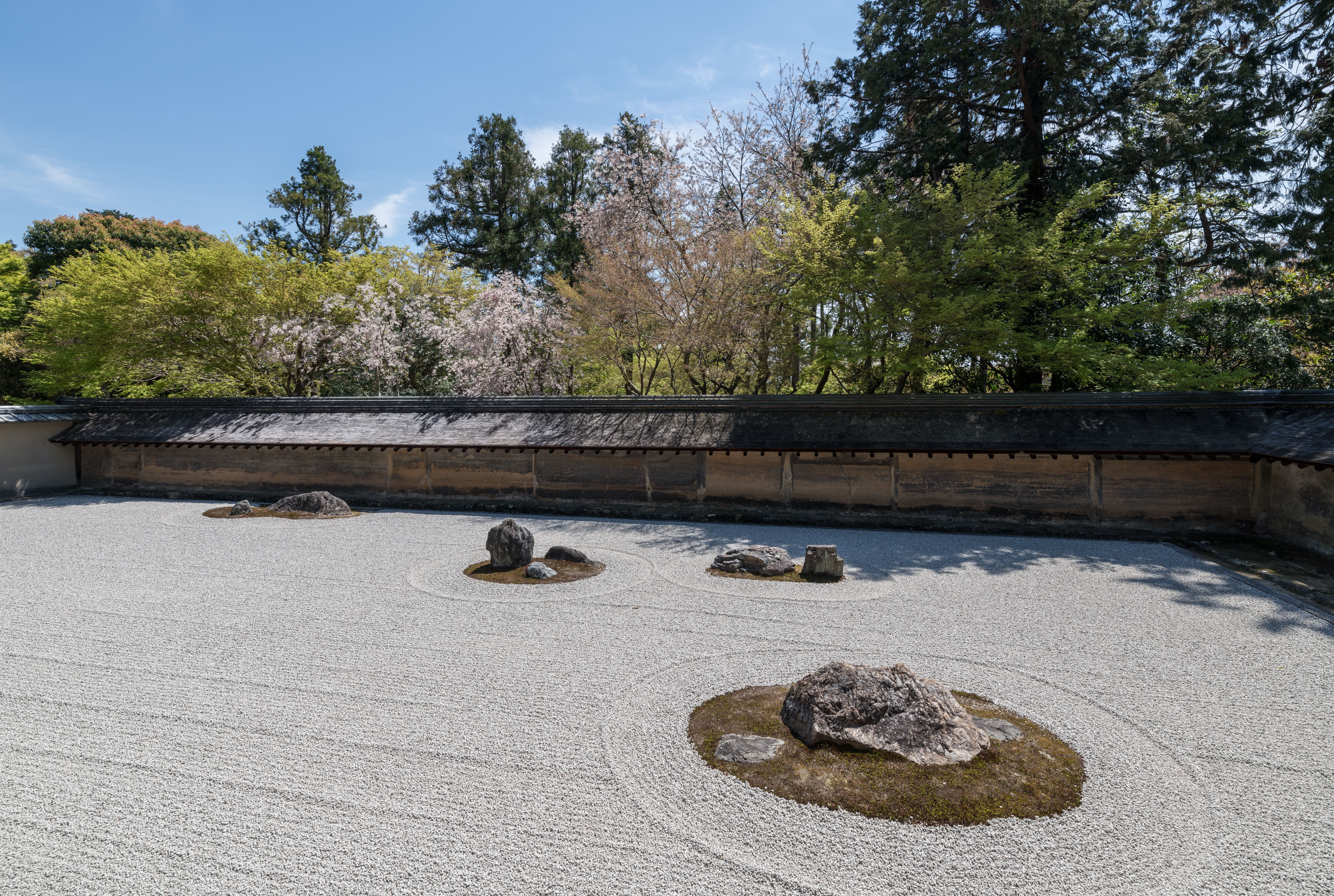
一般的に理解される枯山水 龍安寺 方丈庭園（石庭）

## 名称
歴史的に枯山水に相当する用語も様々であった。

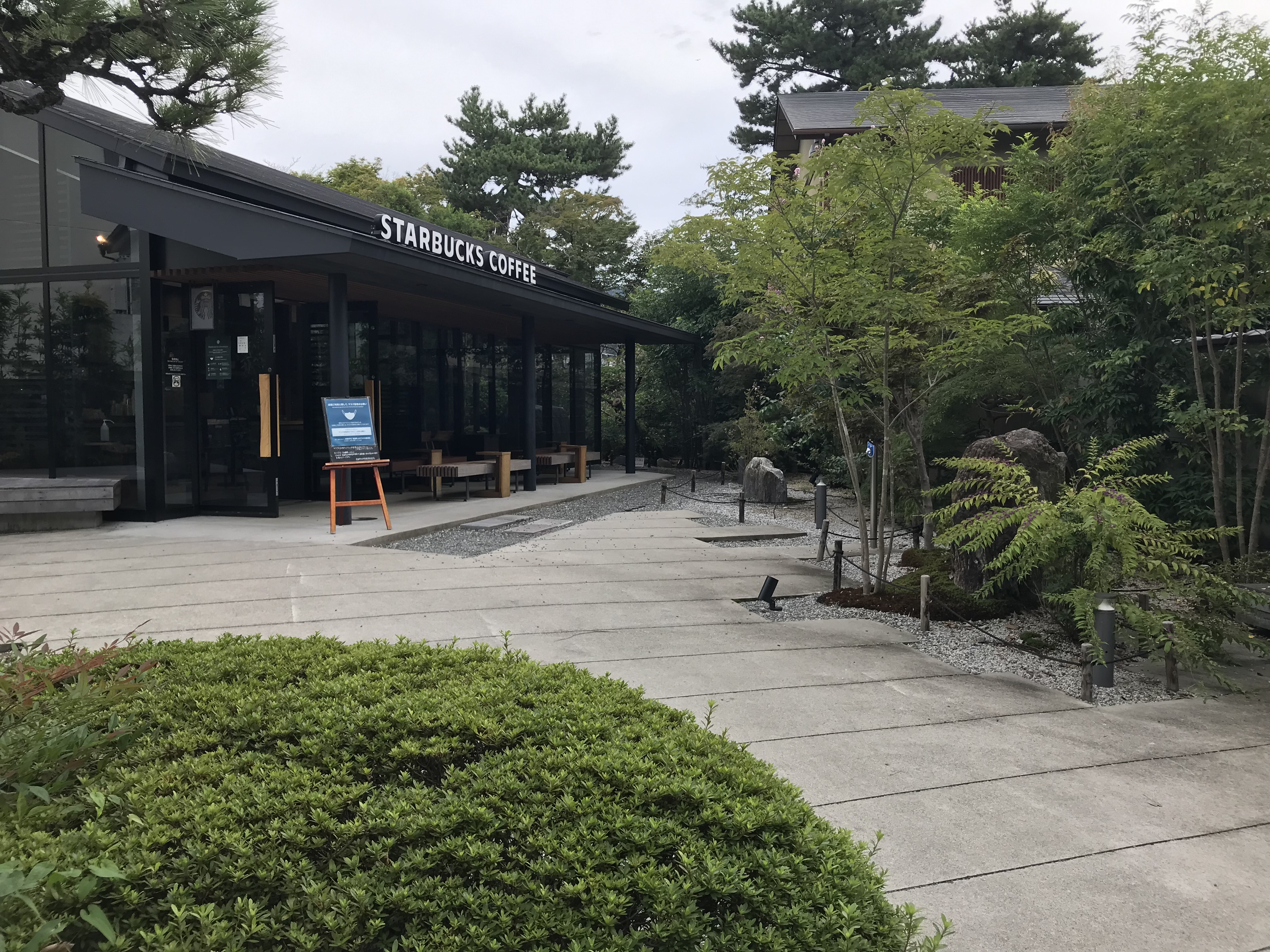
近代的な建物と枯山水 スターバックス宇治平等院表参道店

書き言葉としては、乾山水、唐山水、枯水形、から泉水、干川庭、古山水、仮山水などがあり、その読みも、カレセンスイ、コザンスイ、フルセンスイ、コセンズイ、フルセンズイなどが挙げられている。今日の「枯山水（カレサンスイ）」が一般化したのは大正時代以降と考えられる。

## 定義
枯山水とは一般に「平坦な土地に水を用いず石や砂を主として構成された、山水風景を象徴的に表現した庭園」と理解されている。しかし、このような様式が確立されたのは室町時代中期と考えられ、長い歴史のなかではこれに当てはまらない庭園も枯山水と称されてきた。
枯山水が現れる最古の文献資料は11世紀ごろに成立したとされる『作庭記』である。それによれば枯山水は独立した庭園様式ではなく、池を中心とした池泉庭園などにおいて築山や野道に作られた石組部分を指していると考えられている。重森三玲 はこれを前期式枯山水と定義し、室町時代に成立した様式を後期式枯山水として区別しているが、こうした厳密な区別は必要なく、作庭の手法や立地により変化したもので本質的には変わらないとする説もある。
また、枯山水は面積の広狭を選ばず、水を使わないため屋内や屋上にも作れ、近代的な建築にも馴染み日本らしい雰囲気がでるため、現代においても人気が高い様式である。

## 特徴

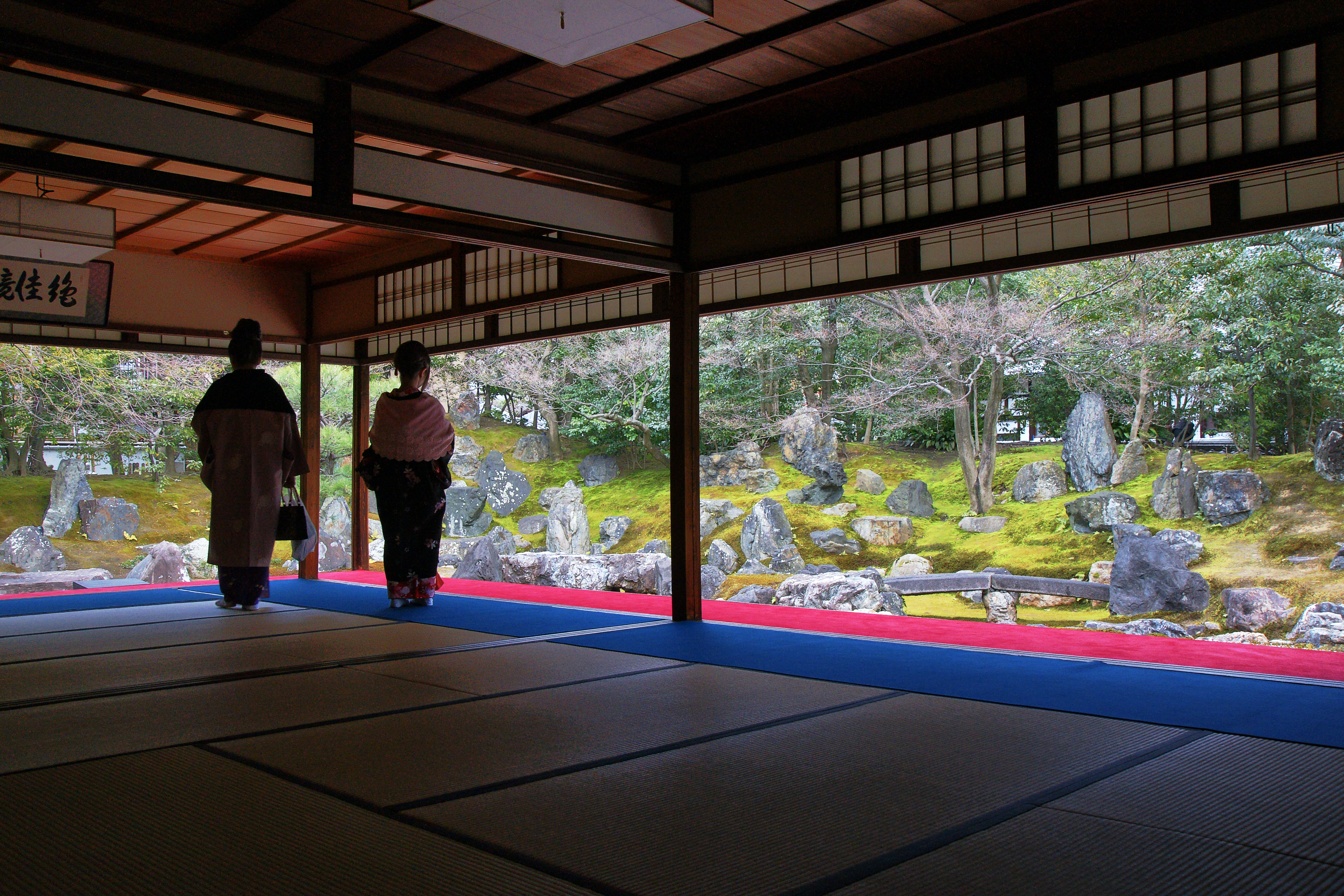
書院から鑑賞する枯山水 圓徳院北庭

本節では、室町時代の枯山水の特徴を中心に述べる。その他の時代については歴史節を参照。
三玲は、伝統的に日本の庭園は自然的表現するものであり、池泉を海の景として見立てるなど象徴主義的な思想があったとしたうえで、これが極度に発達した姿が枯山水であるとする。つまり、自然を実体として表現することなく、砂を海、石組を滝などと見立てて、そこに秘められた世界観を創造する幽玄思想があるとする。そして庭園構成として重要な役割をもつのが空白の地面であり、空白が広いほど広大な空間を表現できるとしている。こうした幽玄美と空白美により形成されるのが枯山水の特徴である。
このような特徴が成立した背景は、枯山水が主に京都の禅宗寺院で作庭されたことと関連付けられて説明される。平安時代まで伝統的に主殿の前には儀式を行うための前庭が設けられていたが、こうした前庭は時代が下ると形骸化して面積が狭くなってゆき、室町時代に至って観賞用の庭として意図されることとなった。こうした前庭は元々砂を敷き詰めていたが、そこに石組や庭木を配したものが枯山水と考えられる。『作庭記』などにはこうした行為は禁忌と記されているが、中世仏教におこった万物に仏心があるとする自然観を背景として、本来は仏教儀礼をおこなう禅宗寺院の前庭での作庭が許容されていったと考えられる。
こうした背景から枯山水は方丈や書院などから座って鑑賞することを目的とした庭であり、面積は狭く平坦な土地で、時に土塀などに囲まれる庭園様式として成立した。したがって同じ日本庭園であっても、徒歩や舟で移動しながら鑑賞する回遊式庭園、あるいは茶室への動線に山里を再現することを目的とした露地とはその性質が異なる。
また、同時代に広まった水墨山水画の影響も指摘されている。小野健吉は、水墨山水画にみえる「咫尺千里」や「残山剰水」を三次元化したのが枯山水だとしている。他には、盆景や漢詩との関連も言及されることがある。

### 枯山水と禅の庭
枯山水は禅宗の影響を強く受けた庭園ではあるが、禅の精神性を表現したものでなければ禅の庭といえず、枯山水と禅の庭はイコールではないとされる。枡野俊明は、禅の庭とは目に見える庭を通して、そこに繋がる延々と続く宇宙を表現したものであり、それを掘り下げて仏法の道理と絶対の真理を見抜く「現成公案」であるとする。さらに禅の枯山水の特徴を、世俗から離れ景勝のよい場所に隠遁することを理想としてその世界観を書院を中心に再現したもので、このような庭園思想は日本独自のものであるとする。また初期の禅の枯山水では、座禅石を配することも少なくない。初期の禅の枯山水として、天龍寺庭園・大仙院書院庭園・龍源院龍吟庭が挙げられる。

### 枯山水の要素
砂と箒目

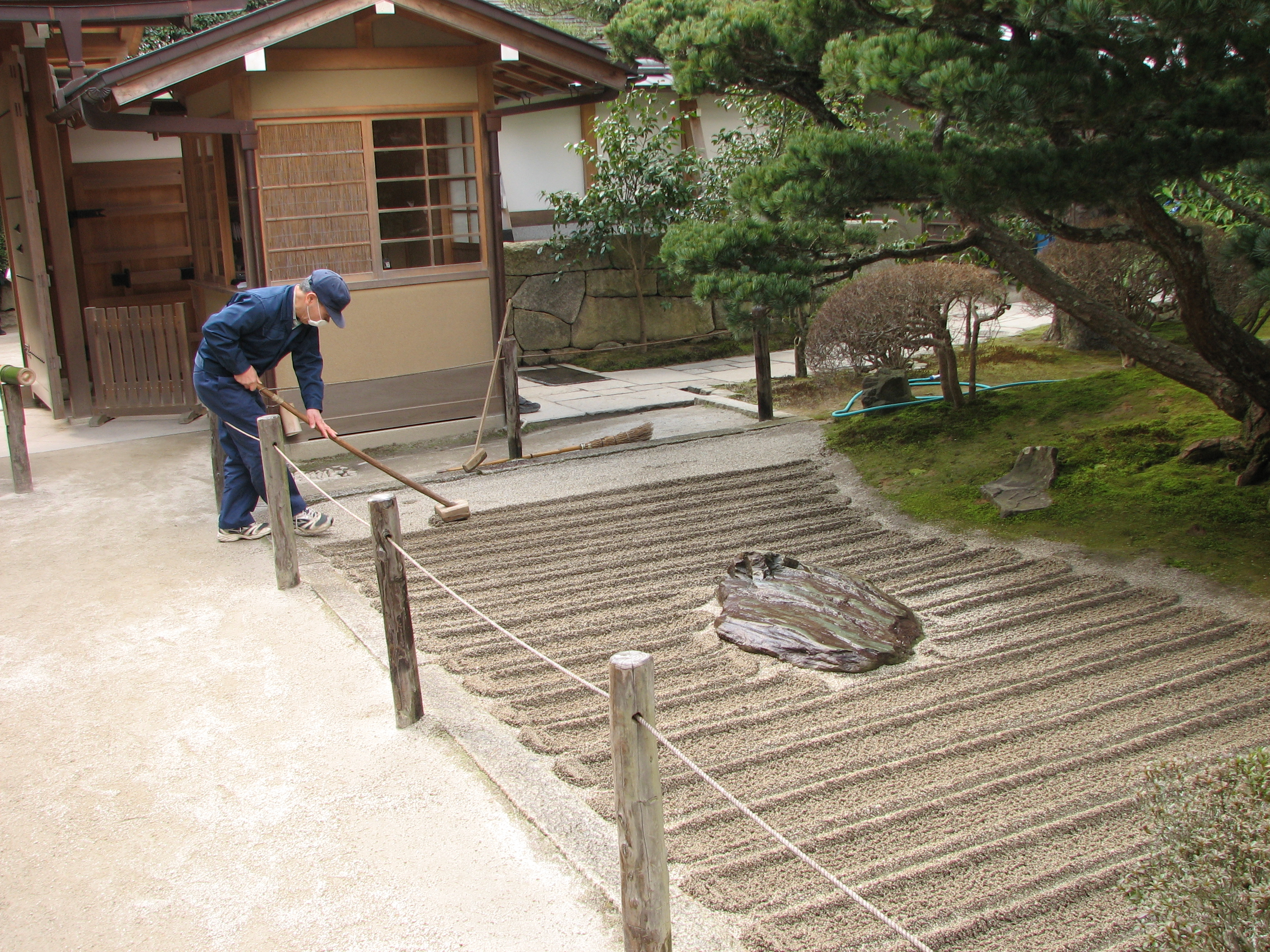
箒目をつける庭師

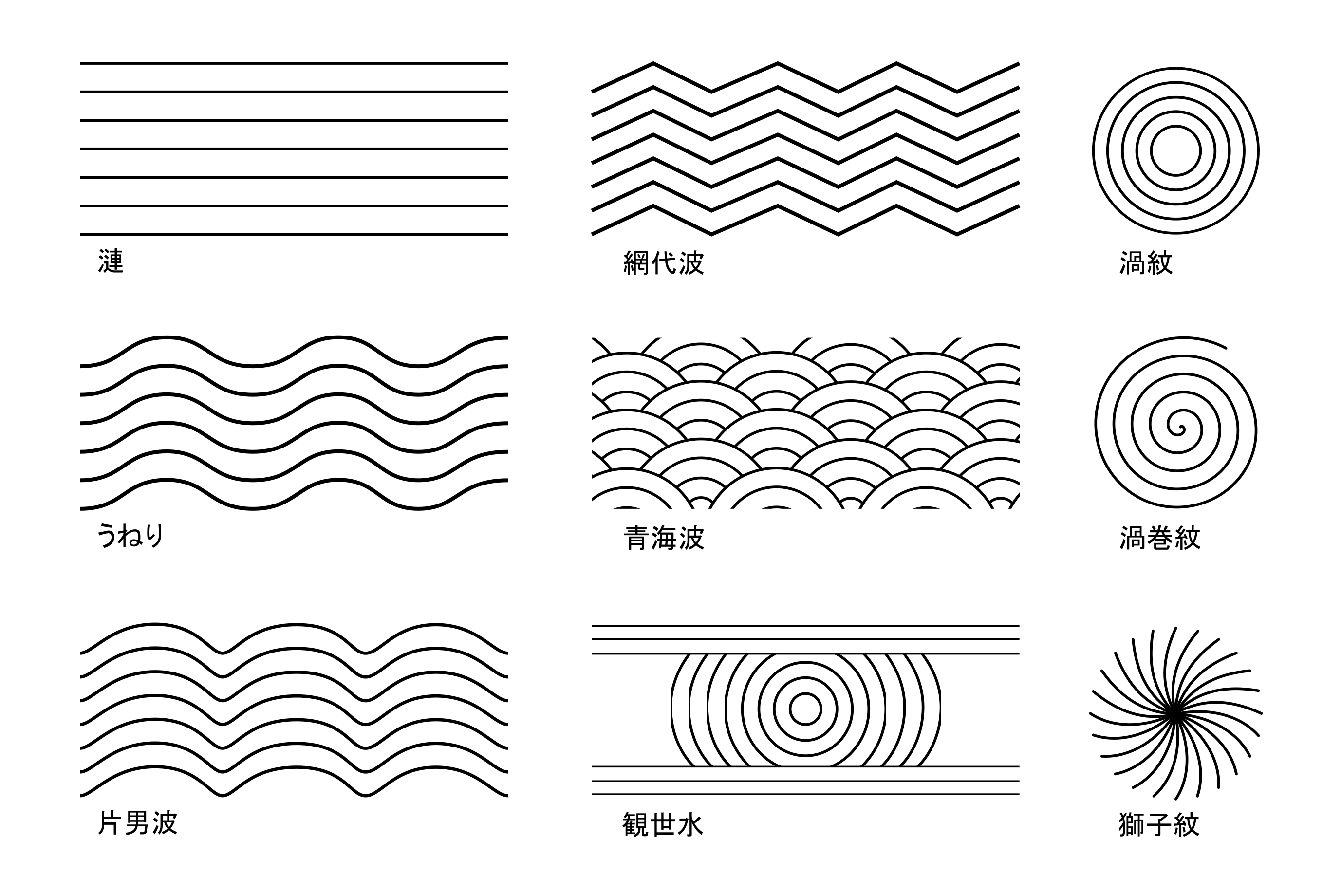
箒目の種類

枯山水では砂敷は水面を表現することが多い。砂敷が広い場合は海や池であり、石や植栽により水流があるように見せる場合は枯流れという。枯山水に用いられる砂は、白ないしそれに近い色調を用いる事が多い。京都の枯山水では花崗岩が風化した砂で、白川から産出されるものを用いていたが、現在は採取が禁止されており、白い花崗岩を砕いて用いている。粒の大きさは一般に3分（約10mm）程度で、一般的には砂利と称されるほどの大きさであるが、古い庭師言葉では3cmほどの小石を撒くことも砂を撒くと表現する。また、慈照寺の向月台のような盛砂にはより細粒な砂を用いる。
敷砂には箒目と呼ばれる文様をつける事も多い。箒目は箒のほか、熊手、レーキなどの器具を用いてつけられる。代表的な箒目には以下のものがある。
- 漣（さざなみ） - 平穏な水面を象徴する文様で、線の大小によって水面の大きさを表現する。
- うねり - 平穏な水面を表現するが漣と比べてやや躍動的。
- 片男波（かたおなみ） - 円弧を連続したもので、うねりの便化といえる。
- 網代波（あじろなみ） - 折れ線を連続したもので、片男波をさらに便化したもの。
- 青海波（せいがいは）- 片男波の変形で、力強さと温柔さを兼ね備える。
- 観世水（かんぜみず） - 漣と渦紋を組み合わせたもので、流水における変化を表現する。
- 渦紋（うずもん） - 水面の変化を表現する文様。
- 渦巻紋（うずまきもん） - 渦紋の便化といえる。
- 獅子紋（ししもん） - 旋紋ともいう。渦紋の変形といえる。

石
日本の庭園は歴史的に石に対する関心が極めて強いとされる。枯山水で用いる石の多くは自然石で、山岳や渓谷などの自然、宝船・鶴・亀などの縁起物などを抽象的に表現する。以下に石組の例を記すが、日本庭園に共通のものもある。
- 三尊石組 - 大きな中心石の両脇に小さな脇侍石を2つ組み合わせた石組。名称は仏像の三尊像に因むが、明確に仏を象徴するものではなく、安定した石組表現とされる。圓徳院など[32]。
- 七五三石組 - 奇数の石組はバランスの良さや、祝儀の数とされたことから重用された。龍安寺庭園・大徳寺真珠庵庭園・妙心寺東海庵庭園など[33]。
- 蓬莱石組 - 道教の伝説の霊山を表現した石組。近寄りがたさを表現する鋭い形の石を立てて、周囲に石を配して蓬莱島を見立てる。東福寺方丈庭園など[34]。
- 須弥山石組 - 仏教において世界の中心にある山。中心に独立峰を示す石をたて、その周りに8つの石を配しそれを囲む海を表現する。萬福寺庭園など[35]
- 舟石 - 理想郷に向かう舟を表現する石。大仙院庭園・蓮華寺庭園など[36]。
- 枯滝石組 - 深山幽谷の表現や登竜門伝説になぞらえたものなど。西芳寺庭園・大仙院庭園・酬恩庵など[37]。
- 橋石組 - 山奥の表現を出すために滝の手前に設置される。また三橋（3本連なる橋）も多い。大仙院など[38]。
- 遠山石 - 遠景を表すために据える石。築山や滝組石の上に据えられる事が多く、主石の背景として配置される。萬福寺庭園など[39]。
- 亀島 - 蓬莱信仰と不老不死の象徴を表現。甲羅の亀甲石の両脇に亀脚石を配し、前後に亀頭石と亀尾石が伸びる。背に須弥山を載せることを象徴して石を載せたりビャクシンを植えることがある。金地院庭園・芬陀院庭園など[40]。
- 鶴島 - 神仙島を表現する。長い石を寝かせて鶴首石とし、羽石を配する。背には松を植えることもある。金地院庭園・西本願寺庭園・大仙院庭園・芬陀院庭園など[41]。

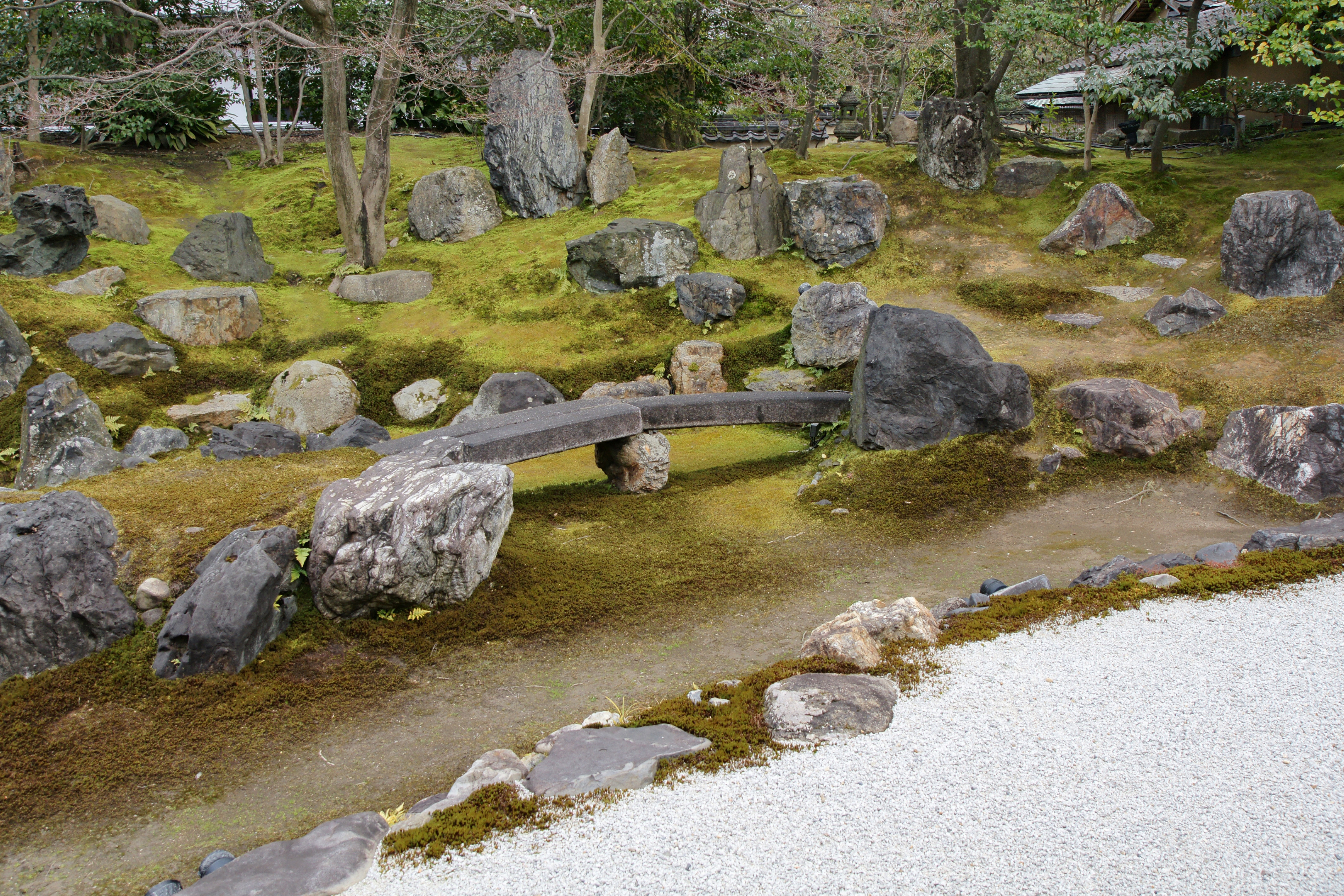
三尊石組（圓徳院） 中央上部
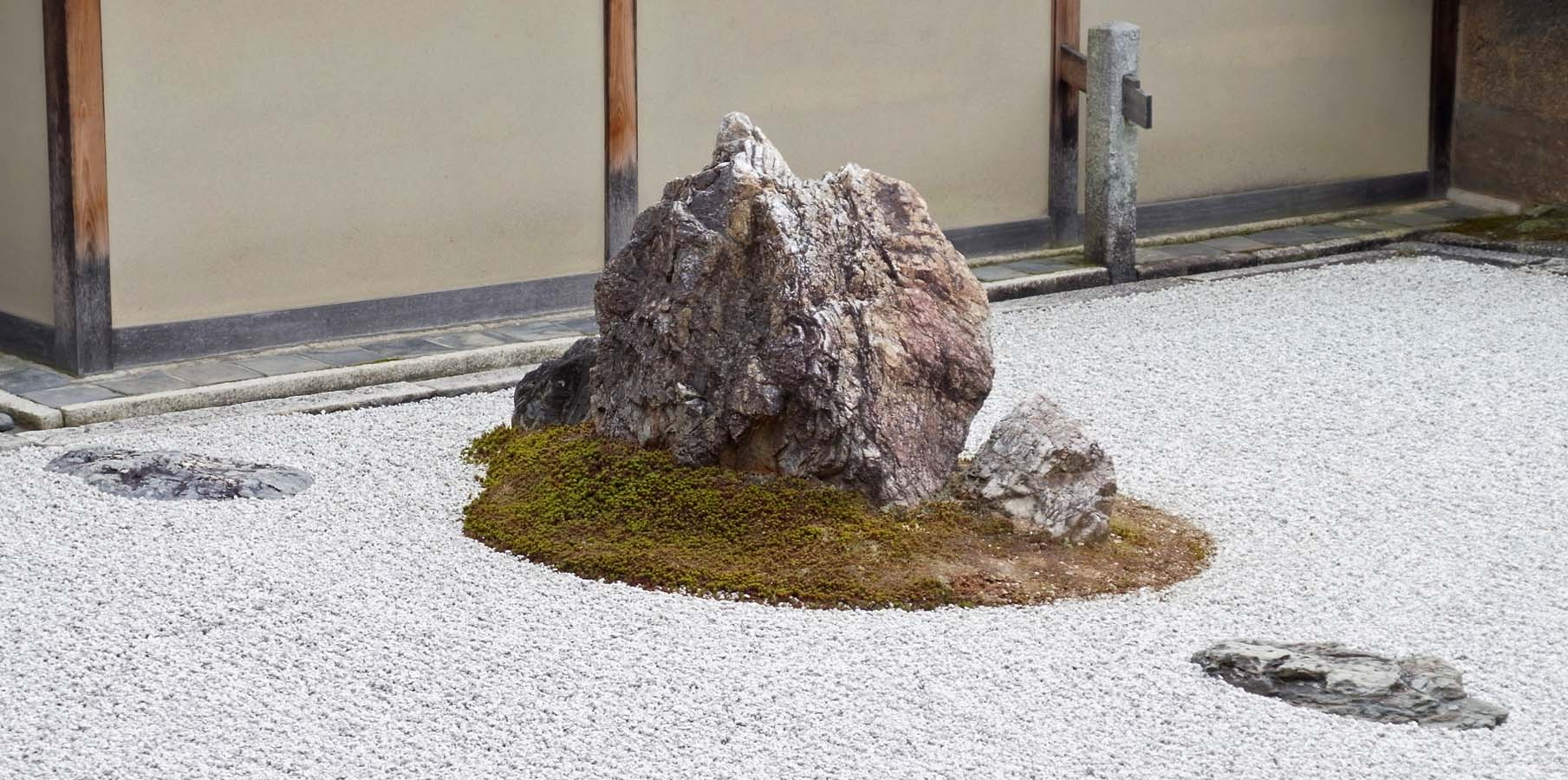
七五三石組のうち五石（龍安寺）
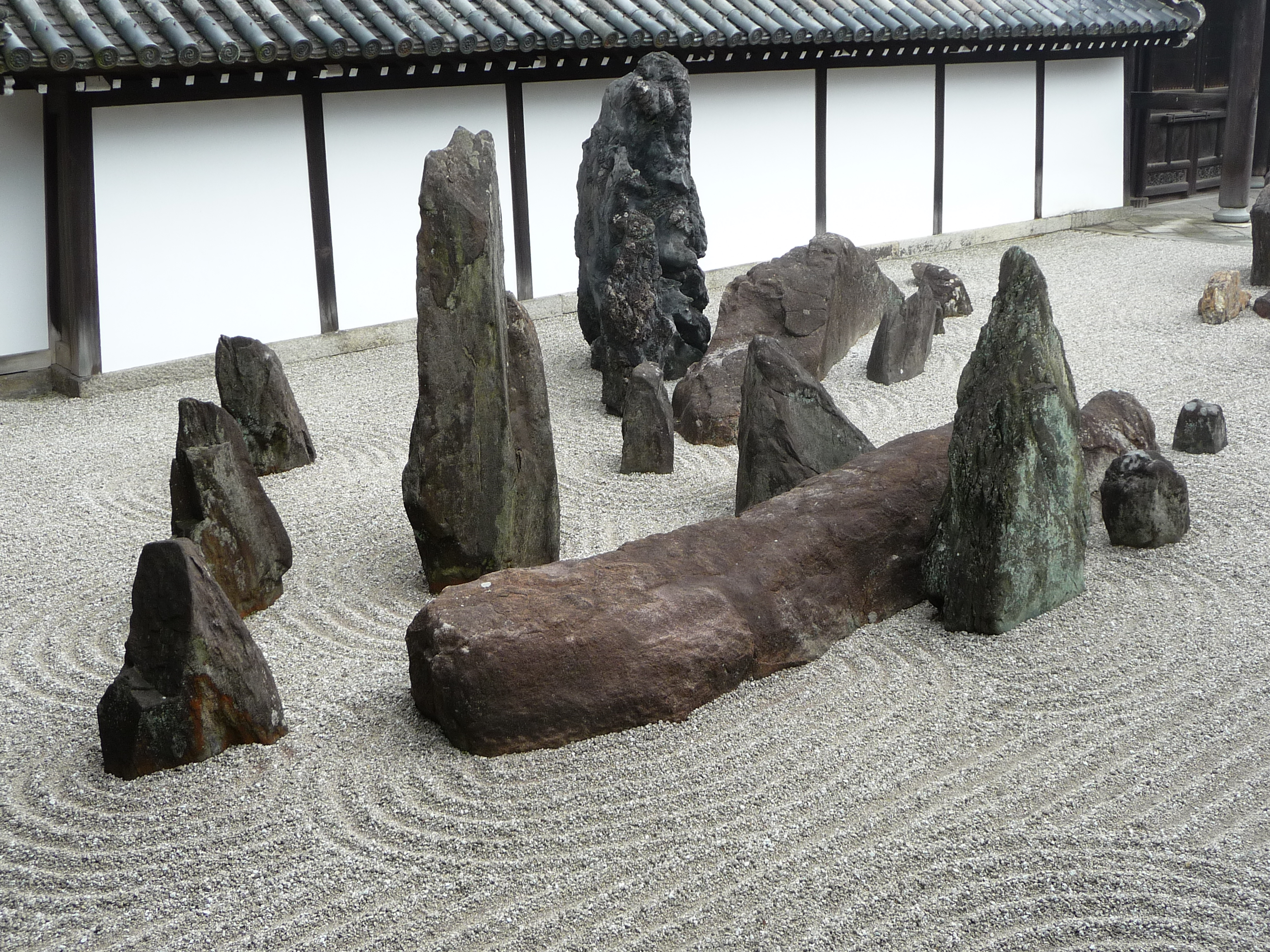
蓬莱石組（東福寺）
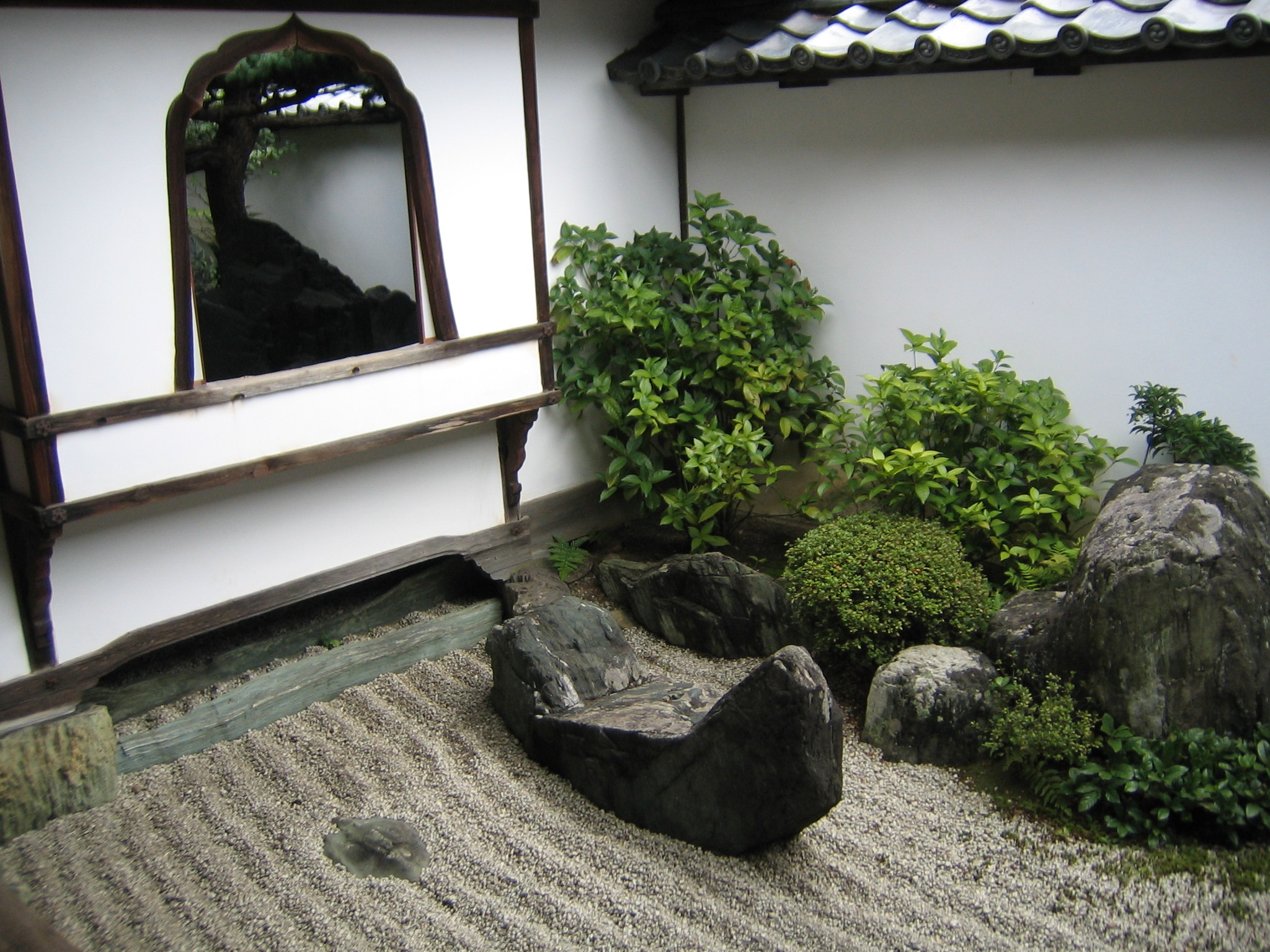
舟石（大仙院）
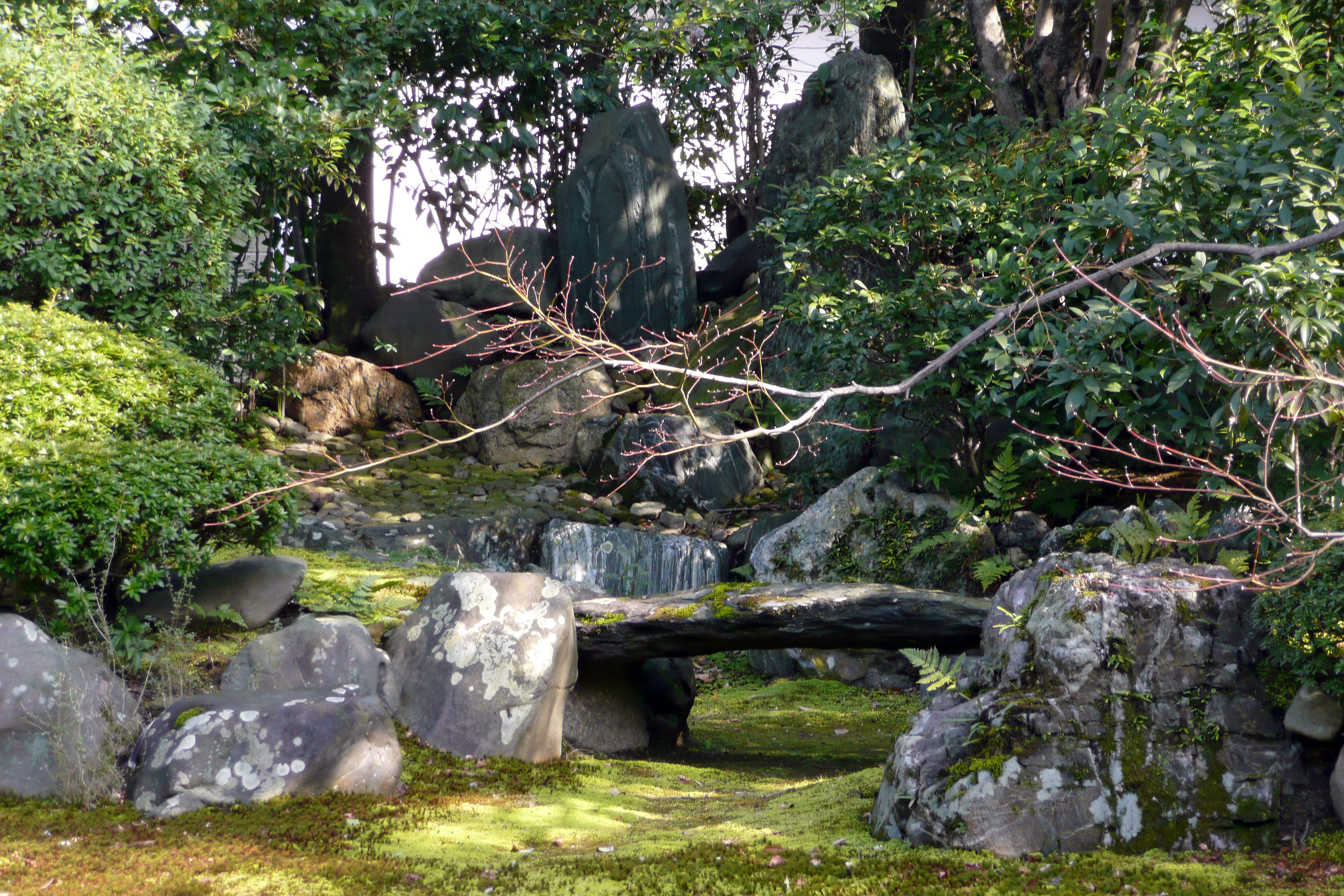
石橋とその奥の枯滝石組（本法寺）
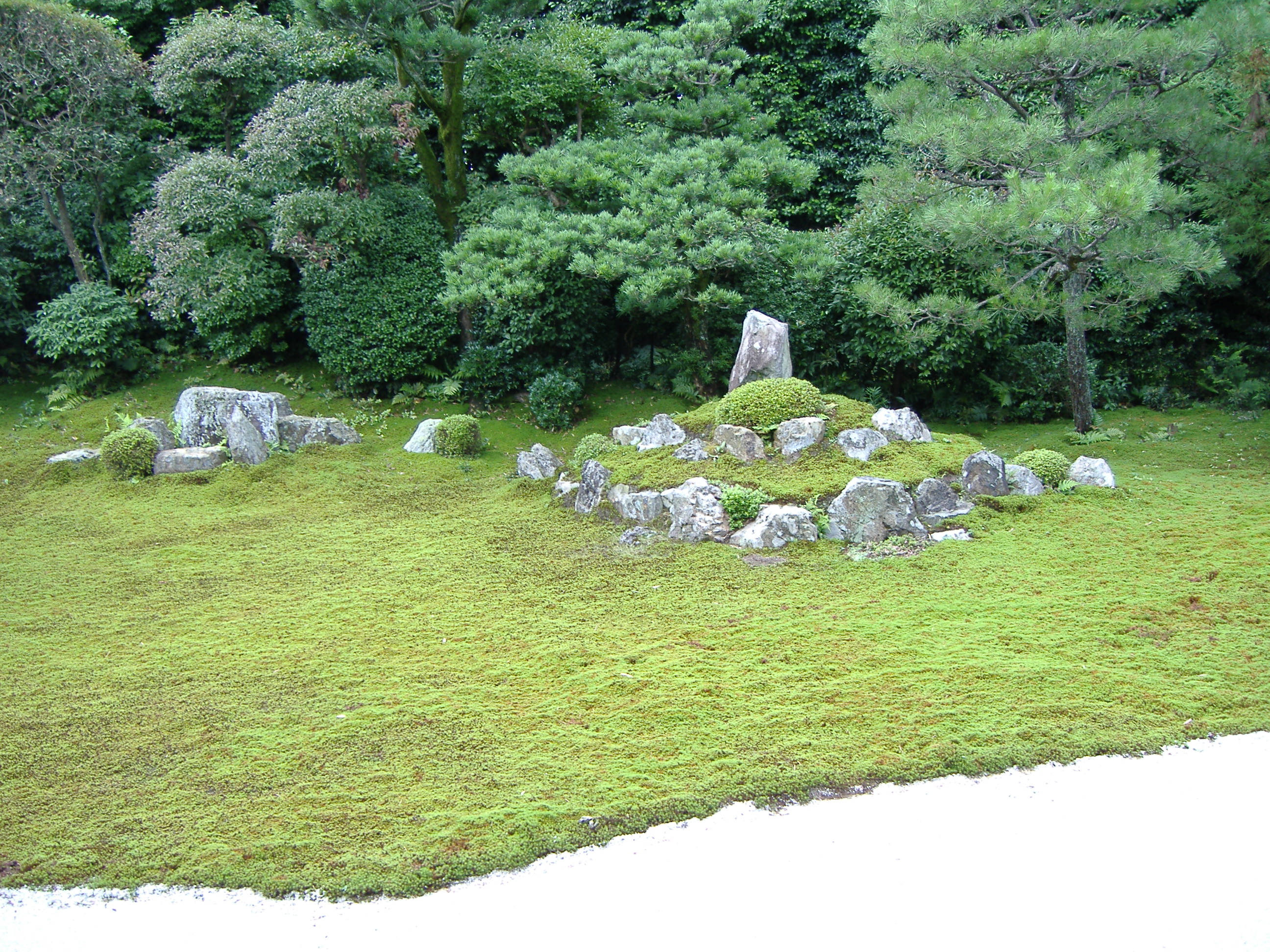
鶴島（左）と亀島（右）（芬陀院）

## 歴史
本節では、枯山水の語彙の変化と、室町時代の枯山水様式が完成するまでの変遷、および室町時代以降の枯山水の特徴について纏める。ただし作庭時期の比定や作庭者の推定などには諸説あり、自ずと枯山水の成立の経緯についても論者によって千差万別である。

### 平安時代以前
枯山水の最古の史料『作庭記』には以下のように記されている。
水の無い場所に築山や野道をつくり、これに石組をすることを指して枯山水としており、現在イメージされる枯山水とは違うもので、庭園様式というよりは庭園手法に近いとされる。こうした枯山水の姿は、毛越寺浄土庭園の池の南西部にある築山が代表とされており、その他には園城寺の閼伽井石庭、大沢池庭園の名古曽滝跡付近の石組などが指摘されるほか、『北野天神縁起絵巻』などの絵画資料などから推測されている。
このような石組の庭園手法の成り立ちについて、日本固有のものとする説や中国・朝鮮半島からの伝来とする説もあり定説には至っておらず、いつ頃成立したのかも定かではない。古くは神道の磐座との関連を指摘する説があり、三玲は阿智神社の石組に枯山水的なものを見出せるとする。また、外村中は「枯山水が、石を用いてつくられた築山の一形態を指すのであれば、平城宮東院庭園に類例が見られる」として8世紀の奈良時代まで遡る可能性を指摘し、さらに朝鮮半島の4，5世紀の庭園遺構にも共通点が見出だせるとしている。

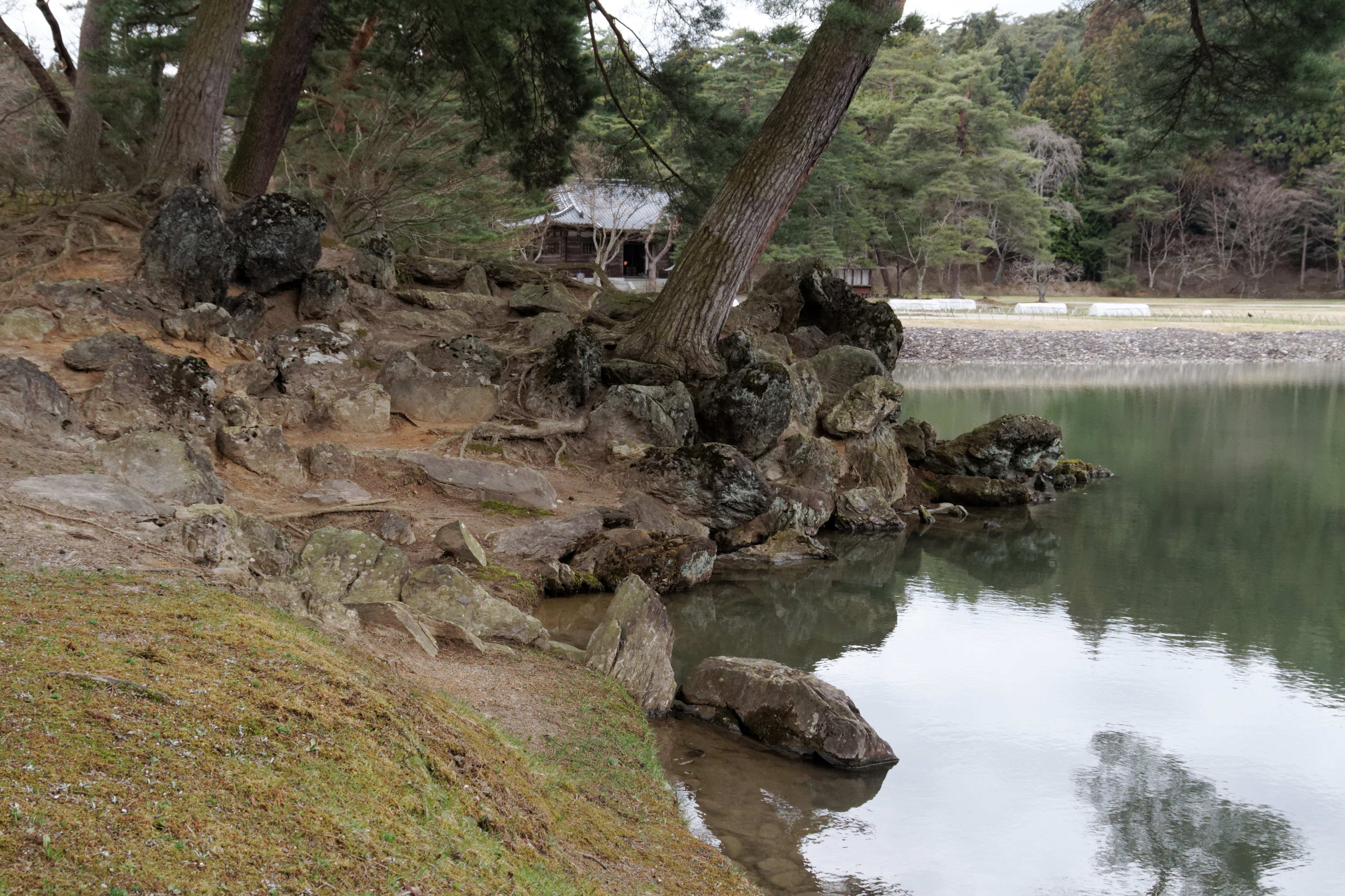
毛越寺浄土庭園 池の南西部にある築山
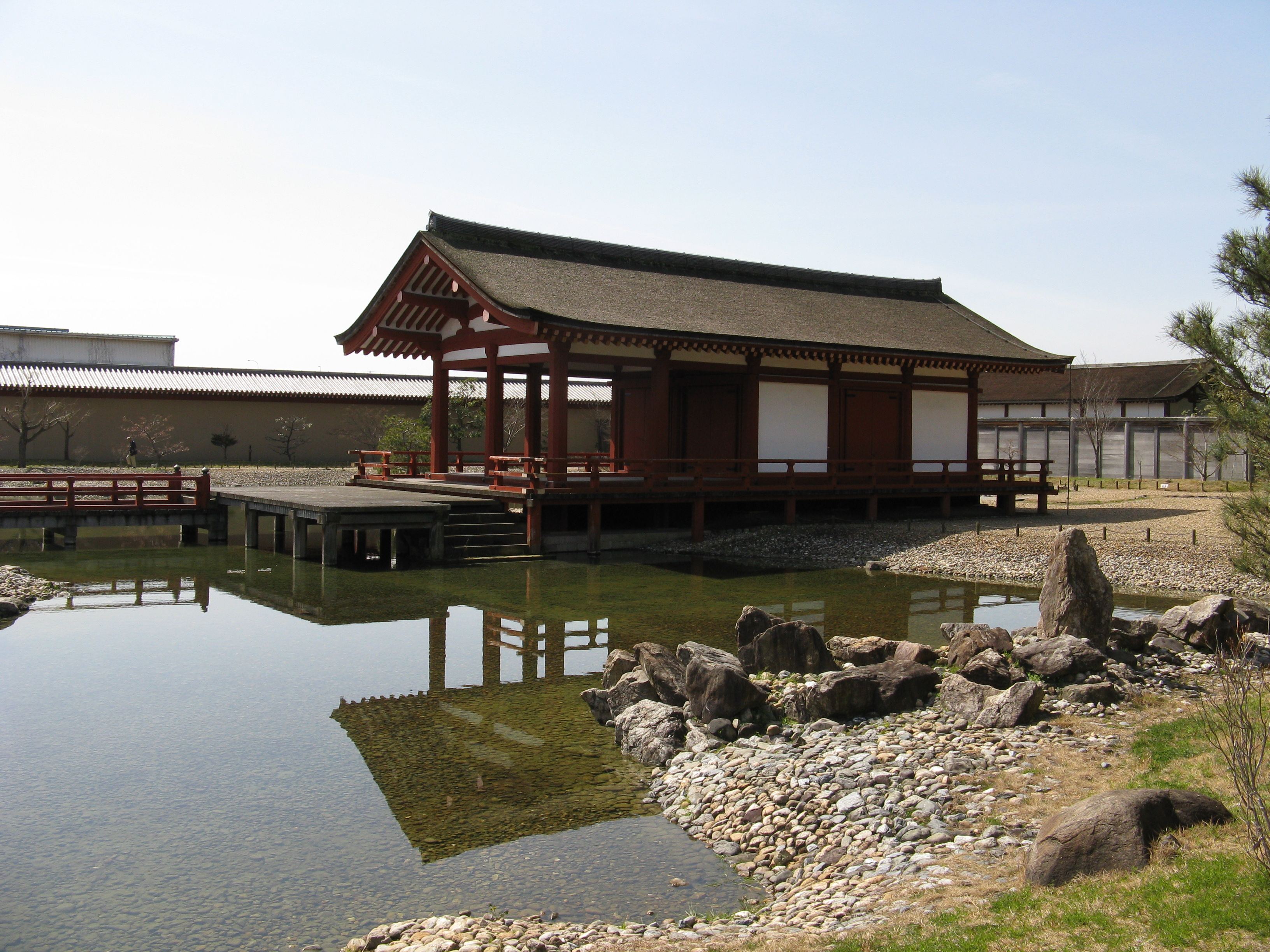
平城宮東院庭園 池北側の築山
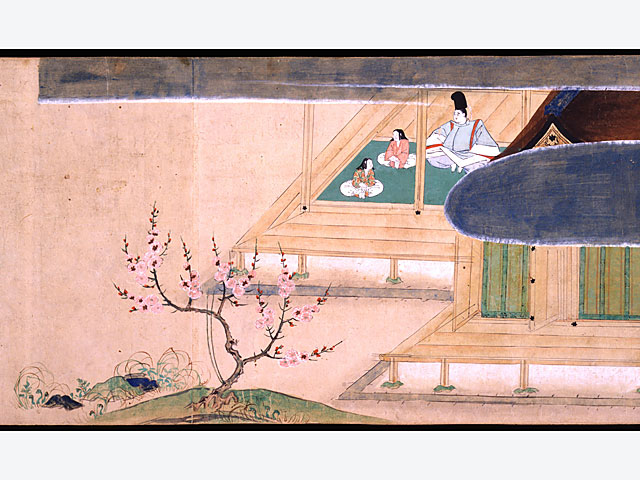
北野天神縁起絵巻 寝殿と前庭

### 鎌倉時代
鎌倉時代前期に中国に渡った栄西・道元により禅宗がもたらされる。しかし庭園史においてその影響はやや遅れており、禅寺の庭園の変化は13世紀の蘭渓道隆の来日を待つこととなる。1253年に創建された建長寺庭園は蘭渓の手によるものとされるが、度重なる火災で創建当時の面影は枯滝石組のみとされる。同じく蘭渓による作庭と考えられるのが東光寺庭園である。本堂からみて池の向こうの山麓を築山として利用し、枯滝石組と蓬萊山石組を配置する。その姿は従前の大和絵的な典雅なものではなく、山水画的な構成がみられるとされている。南禅院庭園には池の上流に相当する場所に枯滝石組があり、枯山水的要素が窺える。ただし、この頃の中国（南宋・元）の禅宗庭園遺構はほとんど残っていないため、どの程度の影響があったかは明確ではない。

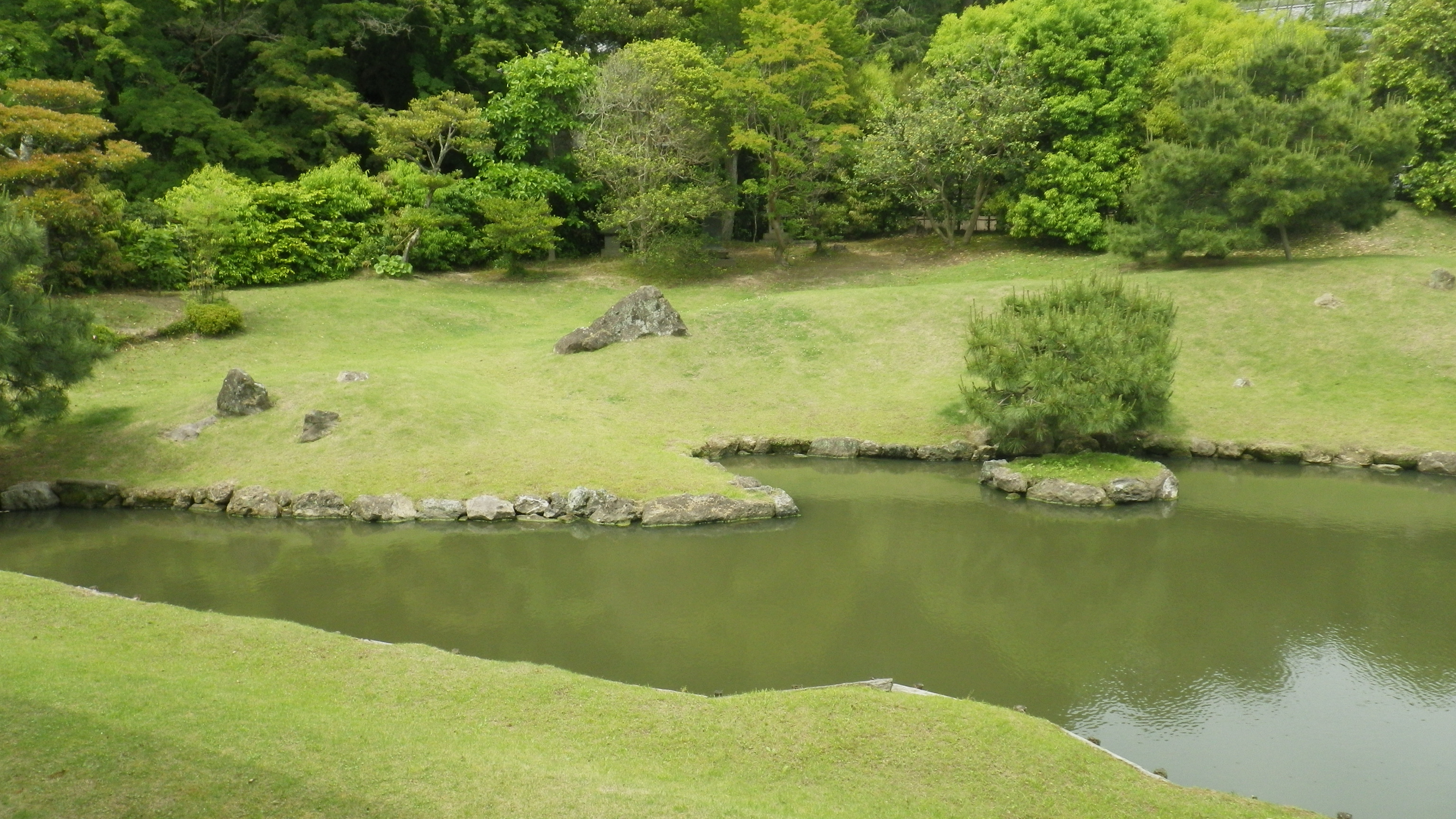
建長寺庭園
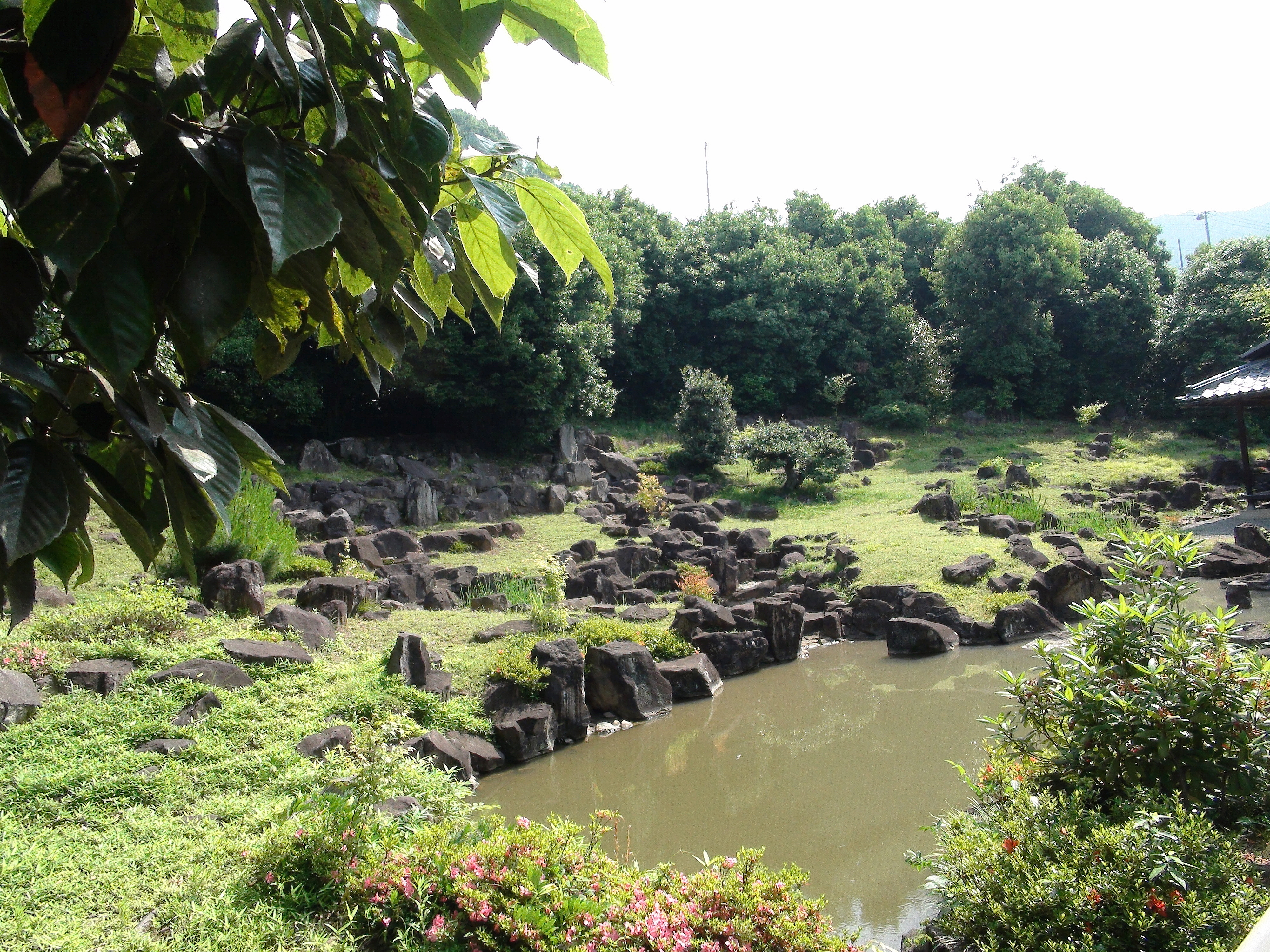
東光寺庭園
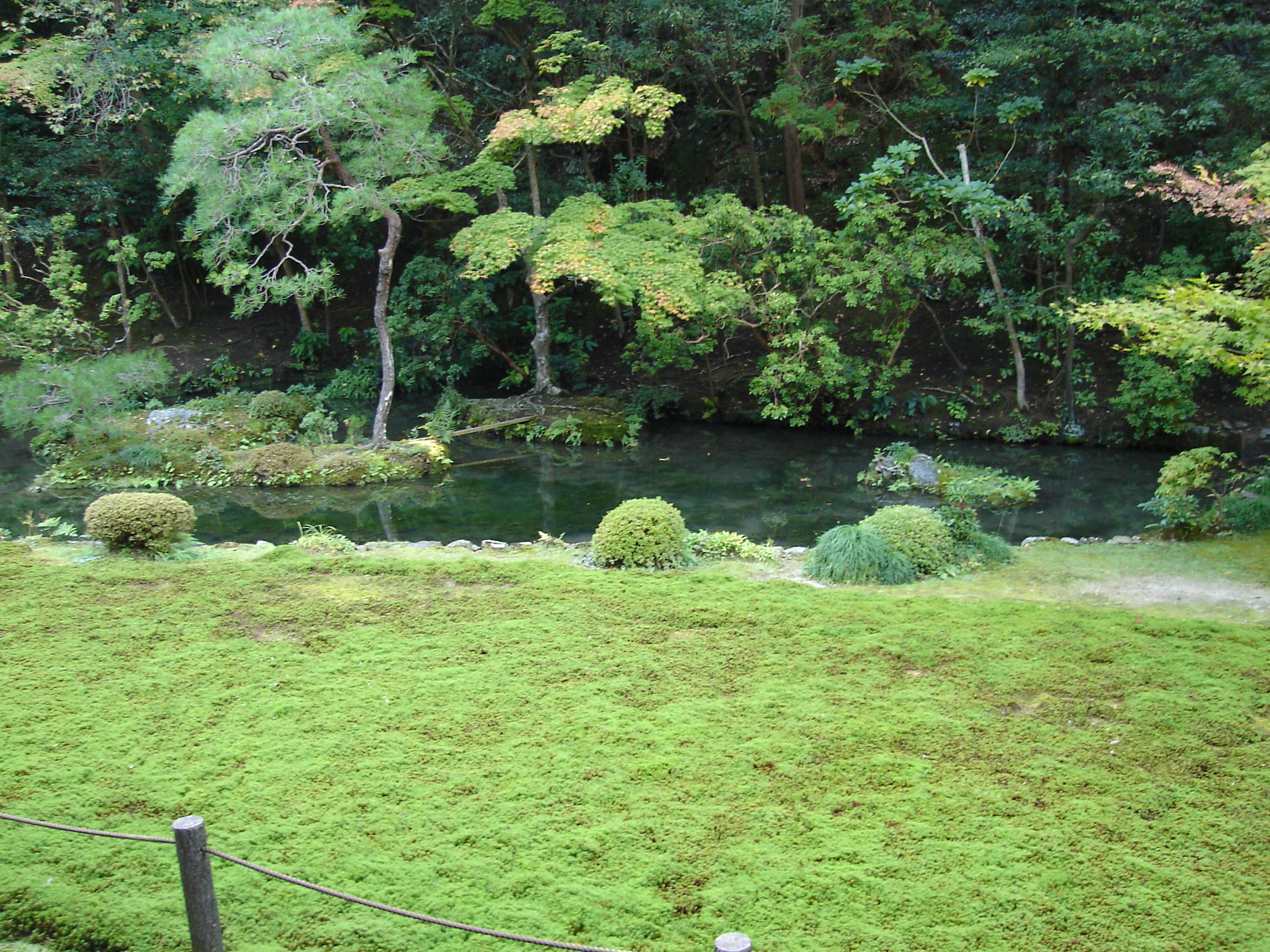
南禅院庭園

### 室町時代
夢窓疎石は鎌倉時代から室町時代にかけての禅宗庭園を語るうえで欠かせない人物である。1339年に夢想は西芳寺に招かれてこれを再興し、元々あった西芳寺の浄土庭園と、その上部にあった穢土寺の庭園を禅宗庭園に改めた。この上部庭園が室町時代以降の枯山水の源流とされている。『夢窓国師年譜』などによると、夢窓は中国禅宗の公案を題材として庭園に表現していたとされる。同じ夢窓の作庭とされるのが天龍寺庭園である。天龍寺庭園は池泉庭園であるが、水墨画の山水風景を表現しようとする点で禅宗庭園の主題が明確に表れているとされる。なお、夢窓のように作庭に従事する僧を「石立僧」と呼び、枯山水庭園の成立には禅宗の石立僧の役割が大きかったとされる。
慈照寺庭園は西芳寺を参考に作られたとされ、下段に園池、上段に枯山水石組の構成が類似している。慈照寺庭園の枯山水といえば銀沙灘と向月台が著名であるが、これらは江戸時代の作庭とされ、創建当時は単に白砂敷の前庭であったと考えられる。しかし、三玲はこの前庭の空白美が後の枯山水様式に影響を与えた可能性を指摘している。
こうした前庭の白砂敷の空白に15個の石を配して海洋を表現したものが、龍安寺庭園とされ、ここに一応の庭園様式として枯山水が独立して成立した。龍安寺庭園は枯山水の代表例のように扱われるが、こうした白砂に少数の石を配するだけの枯山水は少数派である。より水墨画的な山水風景を表現したものが大仙院書院庭園である。水墨画において遠近は墨の濃淡で表現されるが、大仙院書院庭園においては石の大小と色調によって奥行きを表現しており、山水の名にふさわしい庭園様式となった。
このような様式に至る理由については前節にも記したが、その他に三玲は、時代の風潮として安易な小庭が増えたことを要因の一つとしている。15世紀後期に成立した『仮山水譜幷序』には以下のように記されている。
また、庭を作る技能をもった職人の登場も変化の一因とされる。彼らは河原者と呼ばれる雑役・遊芸に従事した最下層の者で、特に作庭に従事するものを山水河原者、あるいは庭者（にわもの）と称した。貴族間の相伝であった従前の作庭様式はすでに画一的なものになっていたが、彼らの登場によって新風が吹き込まれたとされる。慈照寺の庭園を作庭した善阿弥がその代表である。

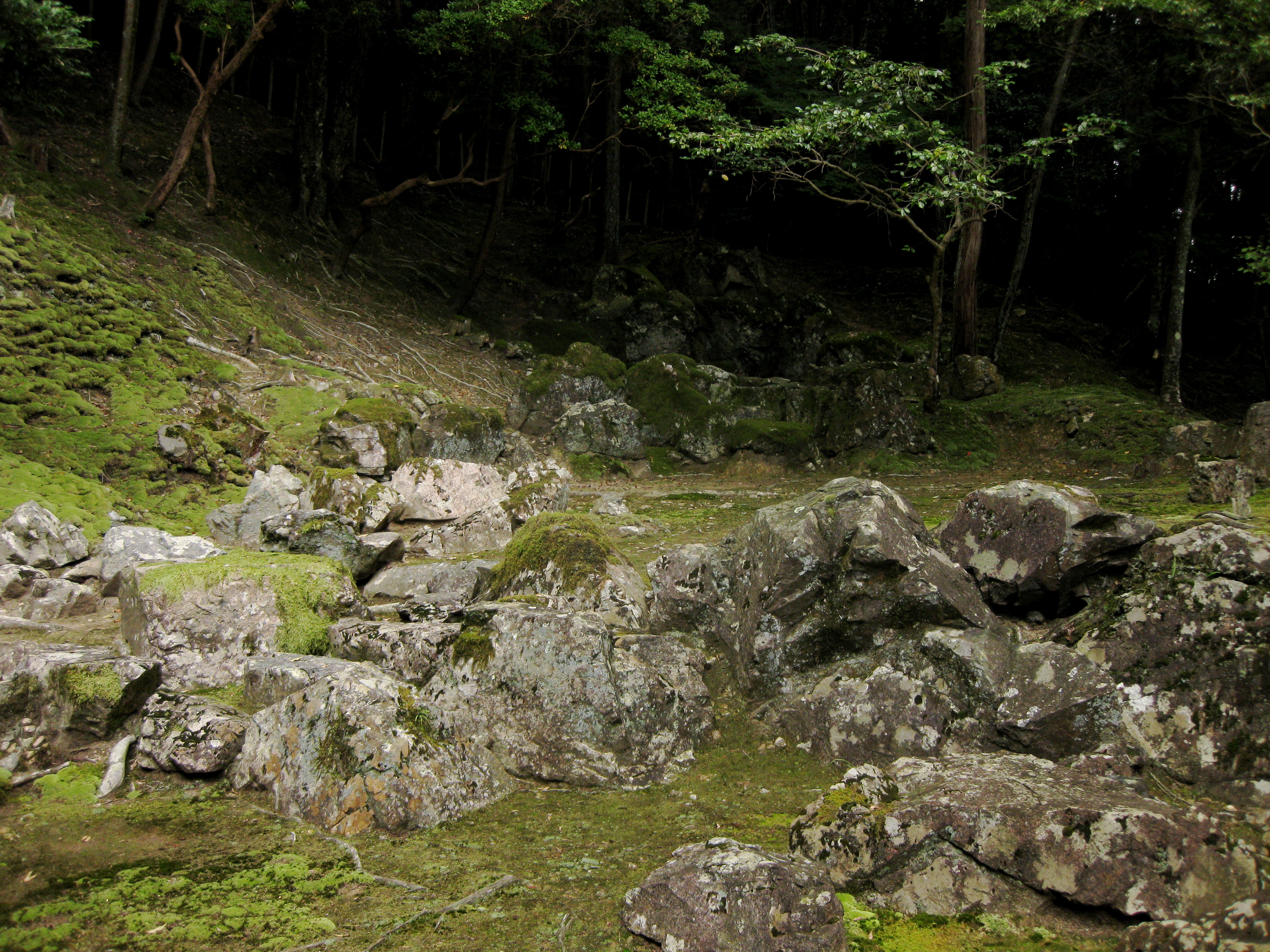
西芳寺の枯山水
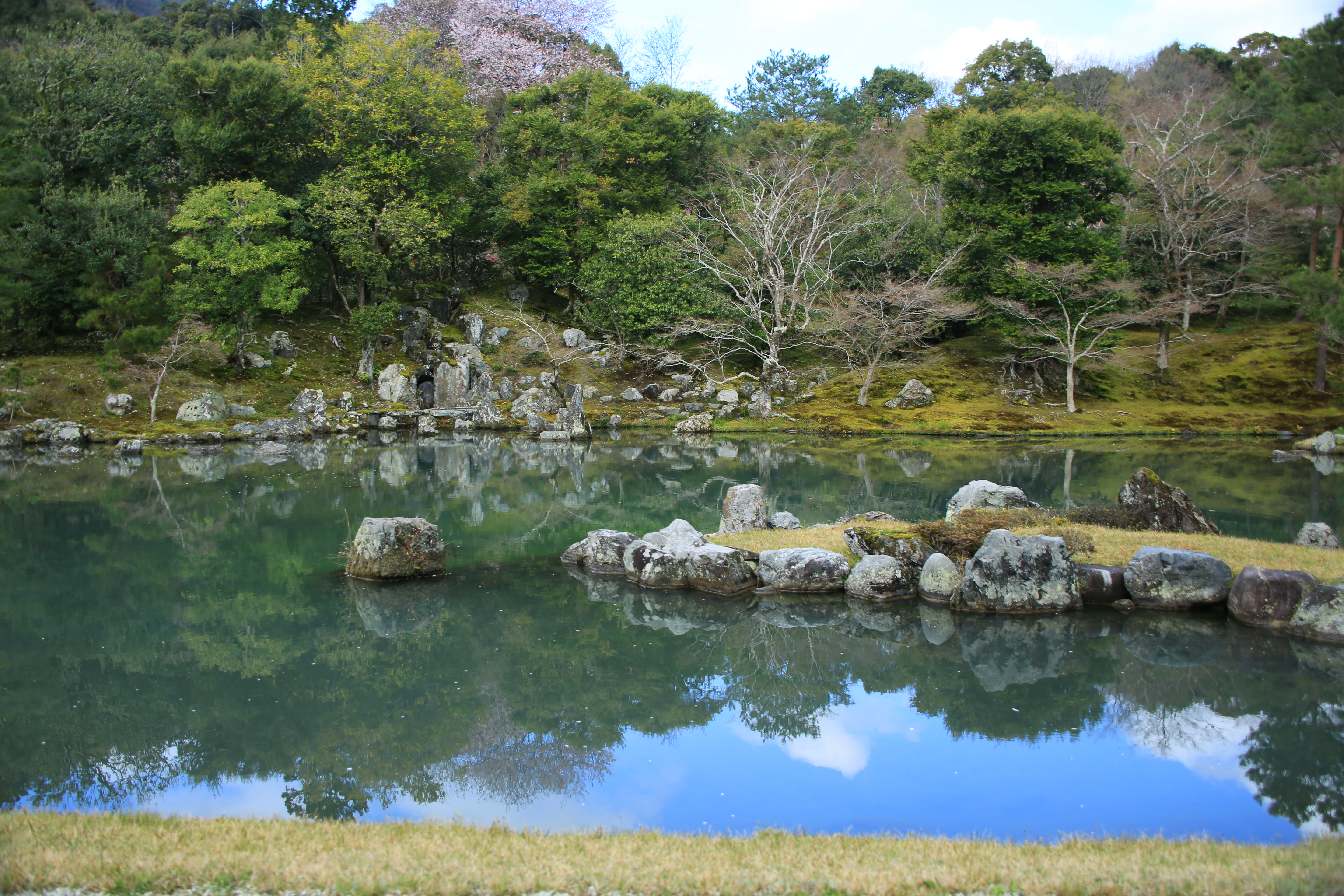
天龍寺庭園
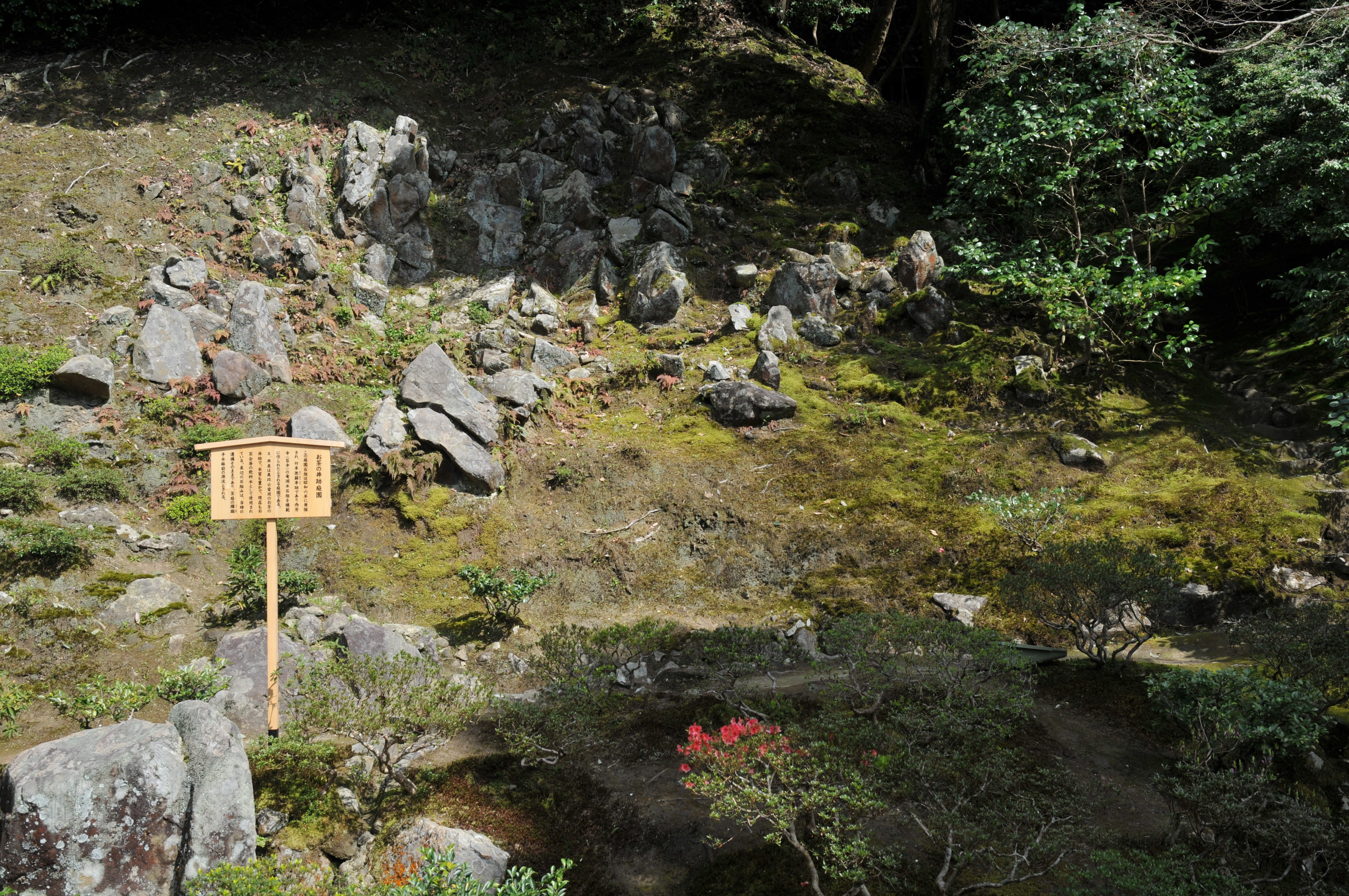
慈照寺庭園 漱蘚亭跡石組
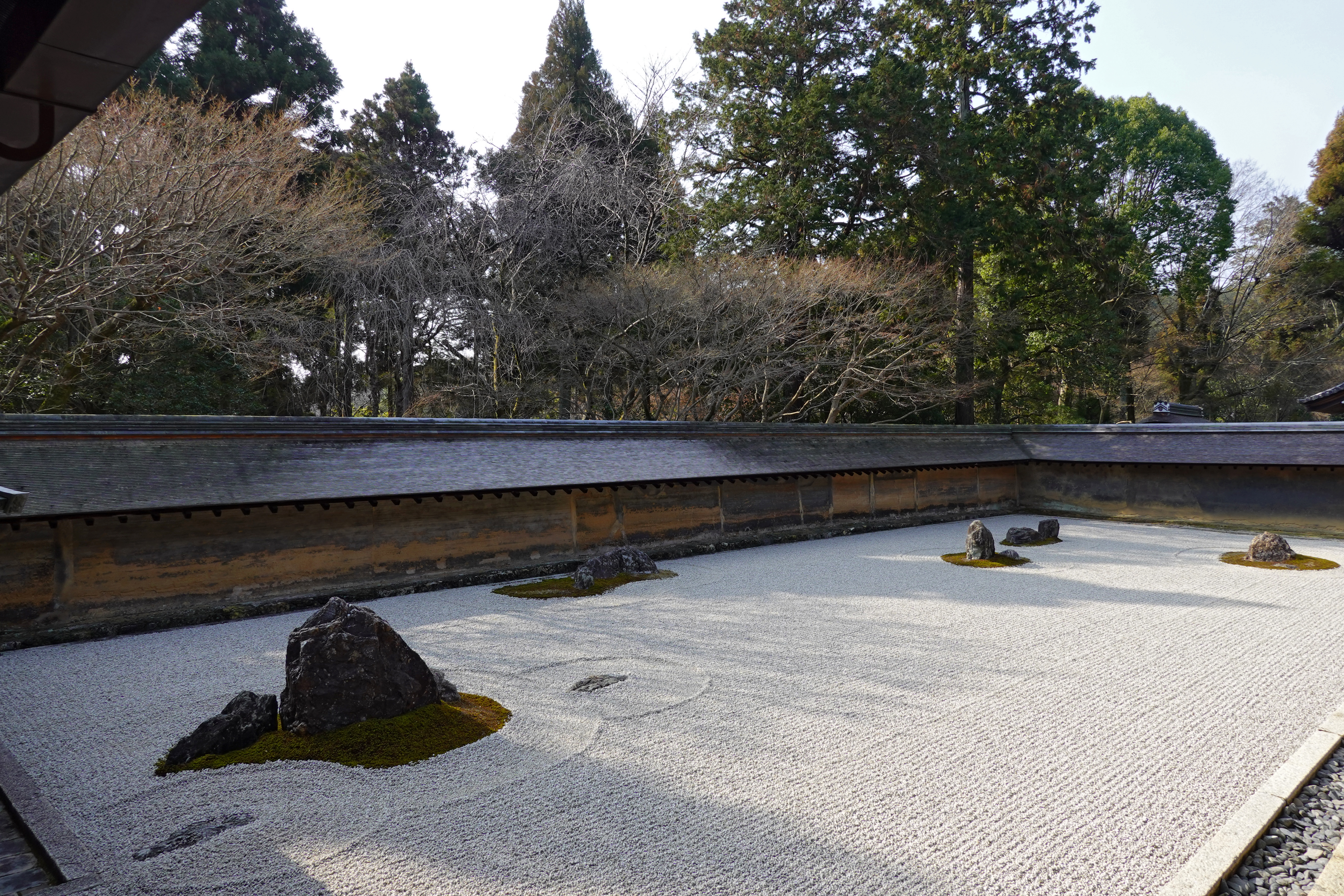
龍安寺庭園
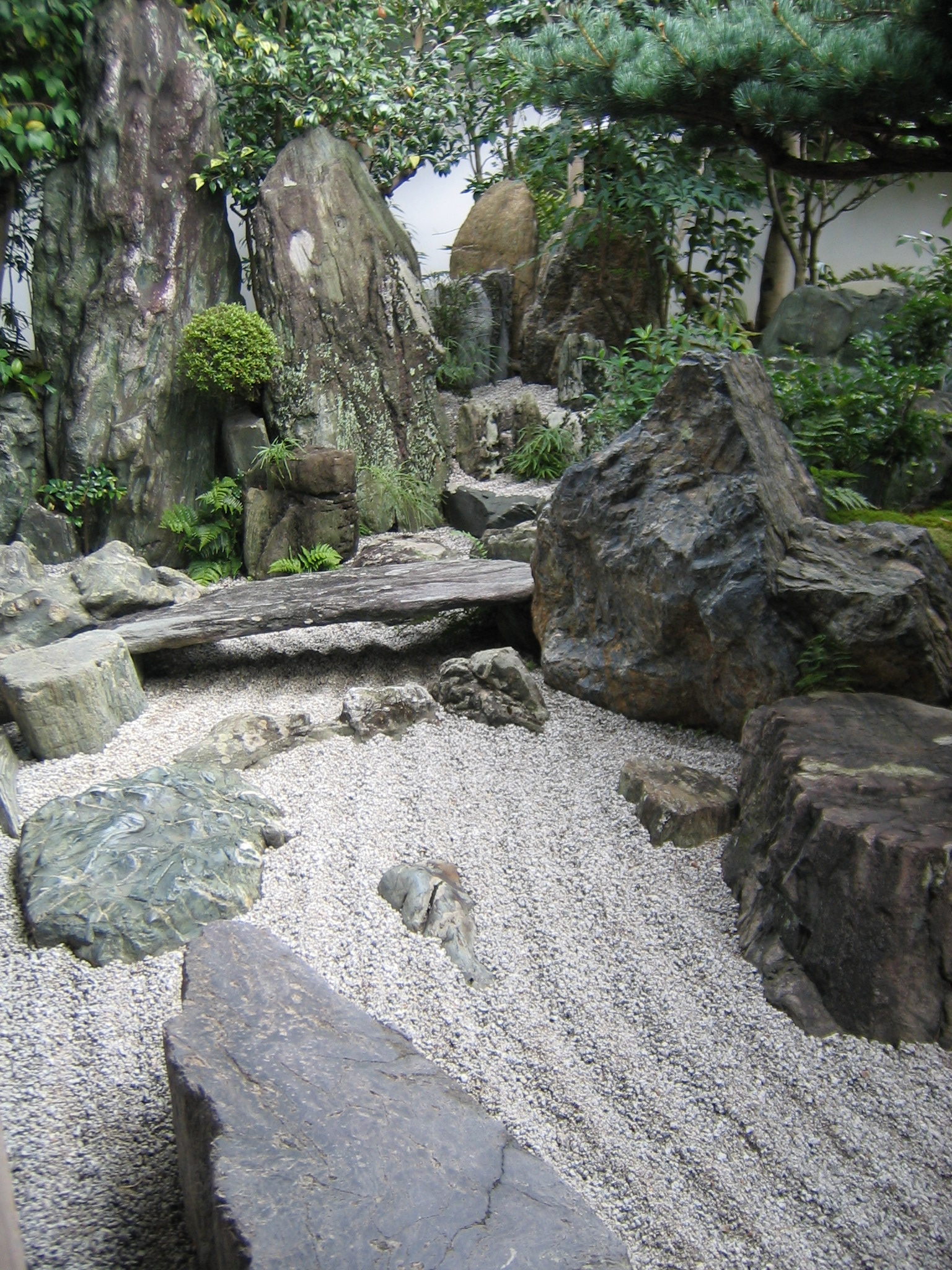
大仙院書院庭園
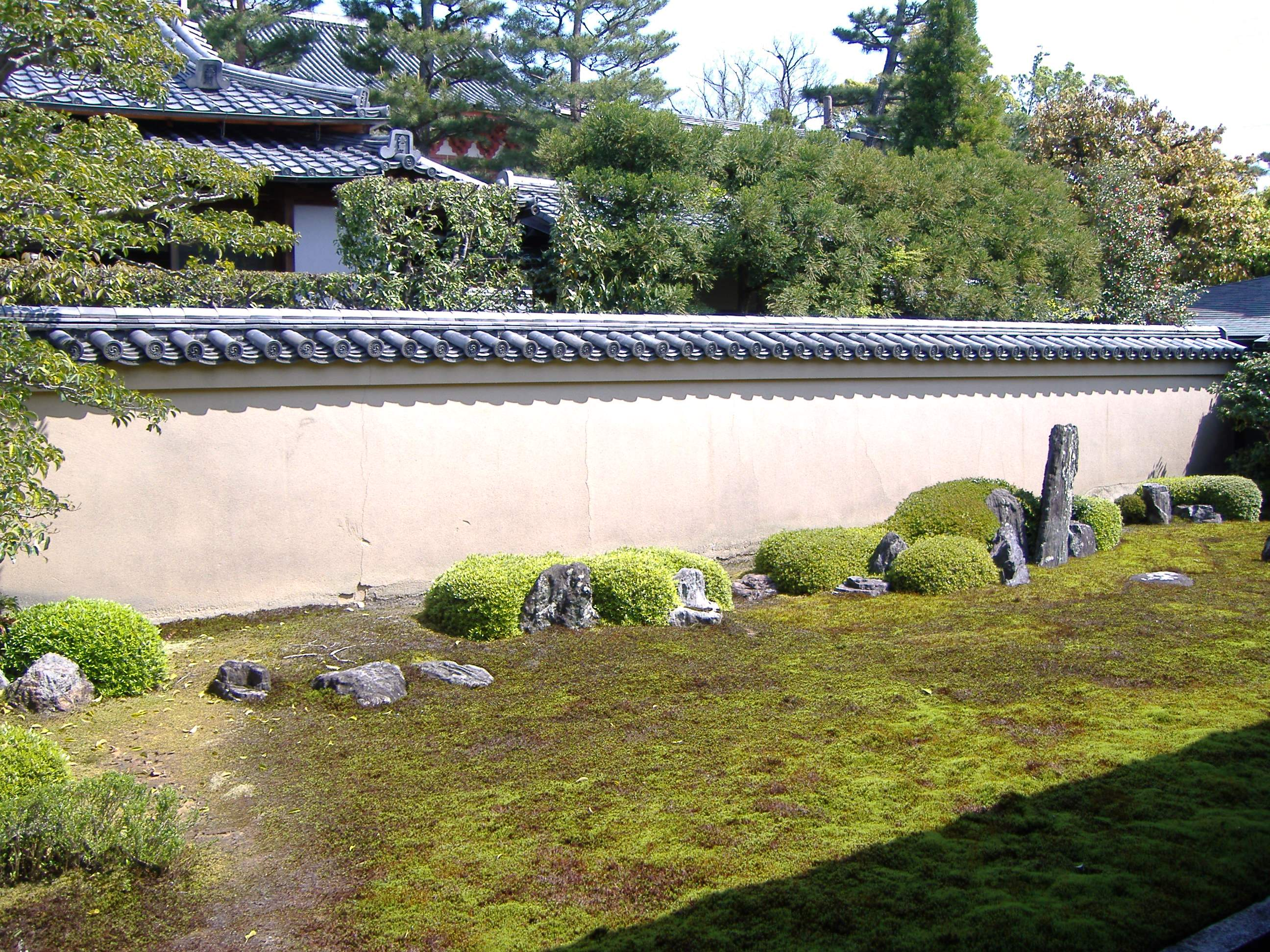
龍源院 龍吟庭

### 安土桃山時代
安土桃山時代に至ると、禅宗特有の庭園であった枯山水が他宗寺院や城郭の庭園として用いられる。この時代の武家は豪華さを好む風があり、枯山水も種々の発展をする。小野は、武家において来客を会所に招く際に、床の間や違い棚を唐物で飾り立てることで文化的な教養を誇示する事ももてなしであったとし、枯山水にもその影響があったと指摘している。こうした枯山水は枯滝、枯流れを用いる傾向が顕著で、自然主義的な趣がある。用いる石も多く、吟味して選ばれ、構成も立体的になる。また、蓬莱山を模した石組や鶴亀両島などが好まれ、切石の橋や大刈込を用いるなど、他の庭園様式の要素を見出すことが出来る。また大書院建築の流行と共に、庭園面積も広く横幅が広がっていく。代表的なものとして西本願寺書院庭園、名古屋城二の丸庭園、圓徳院北庭、粉河寺庭園、太山寺安養院庭園、一乗谷朝倉氏庭園南陽寺跡庭園、本法寺庭園などがある。

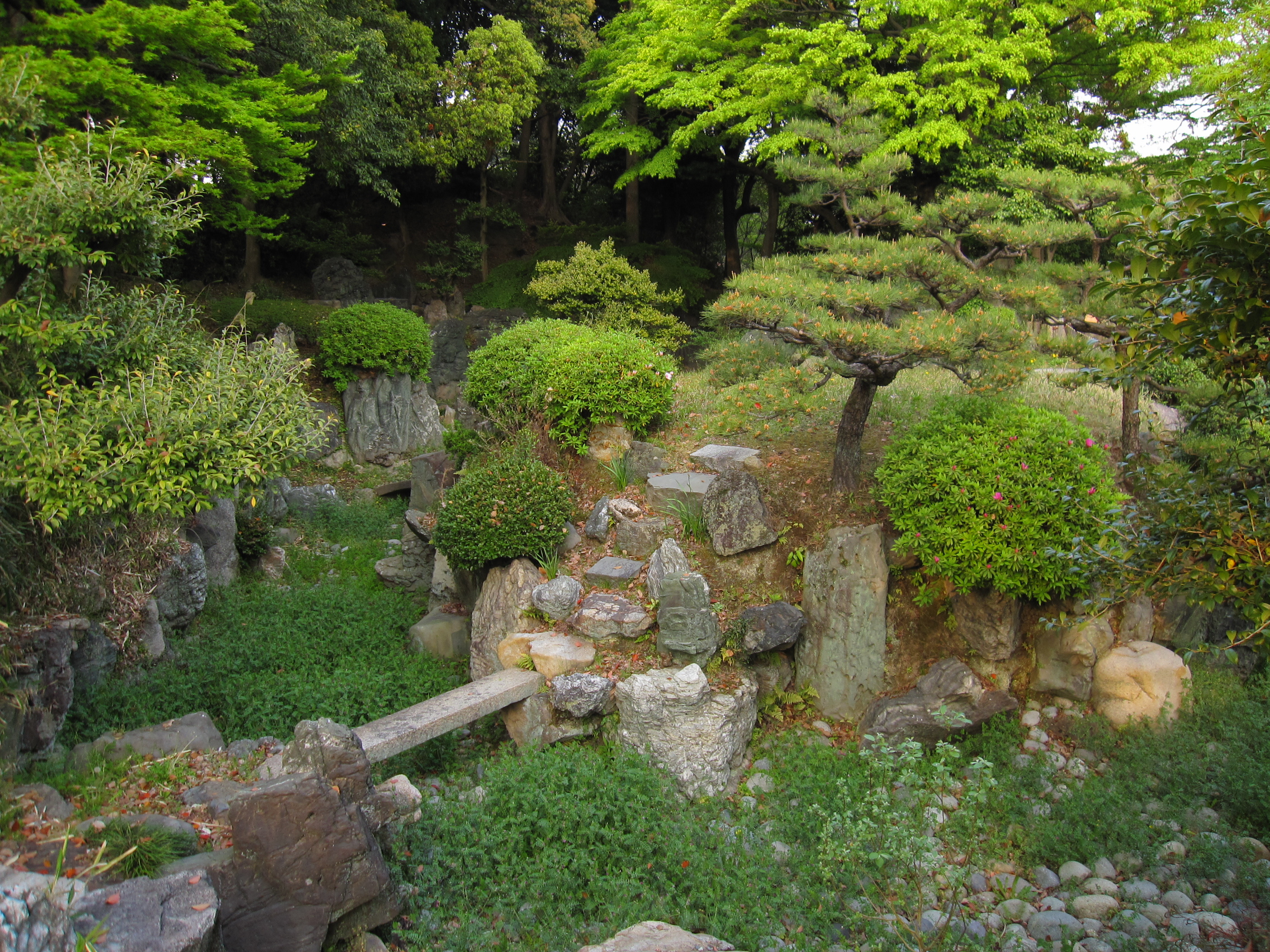
名古屋城二の丸庭園
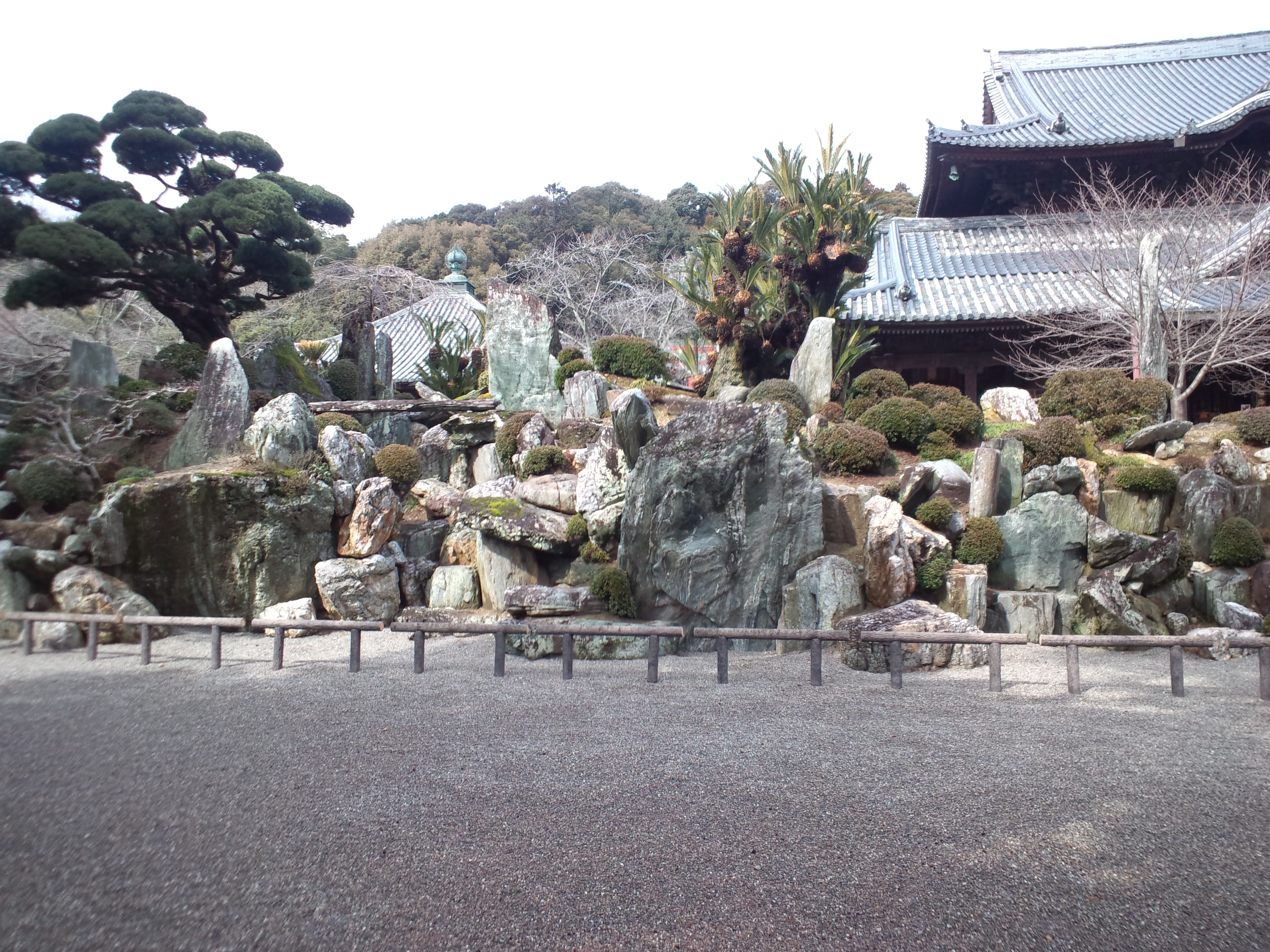
粉河寺庭園
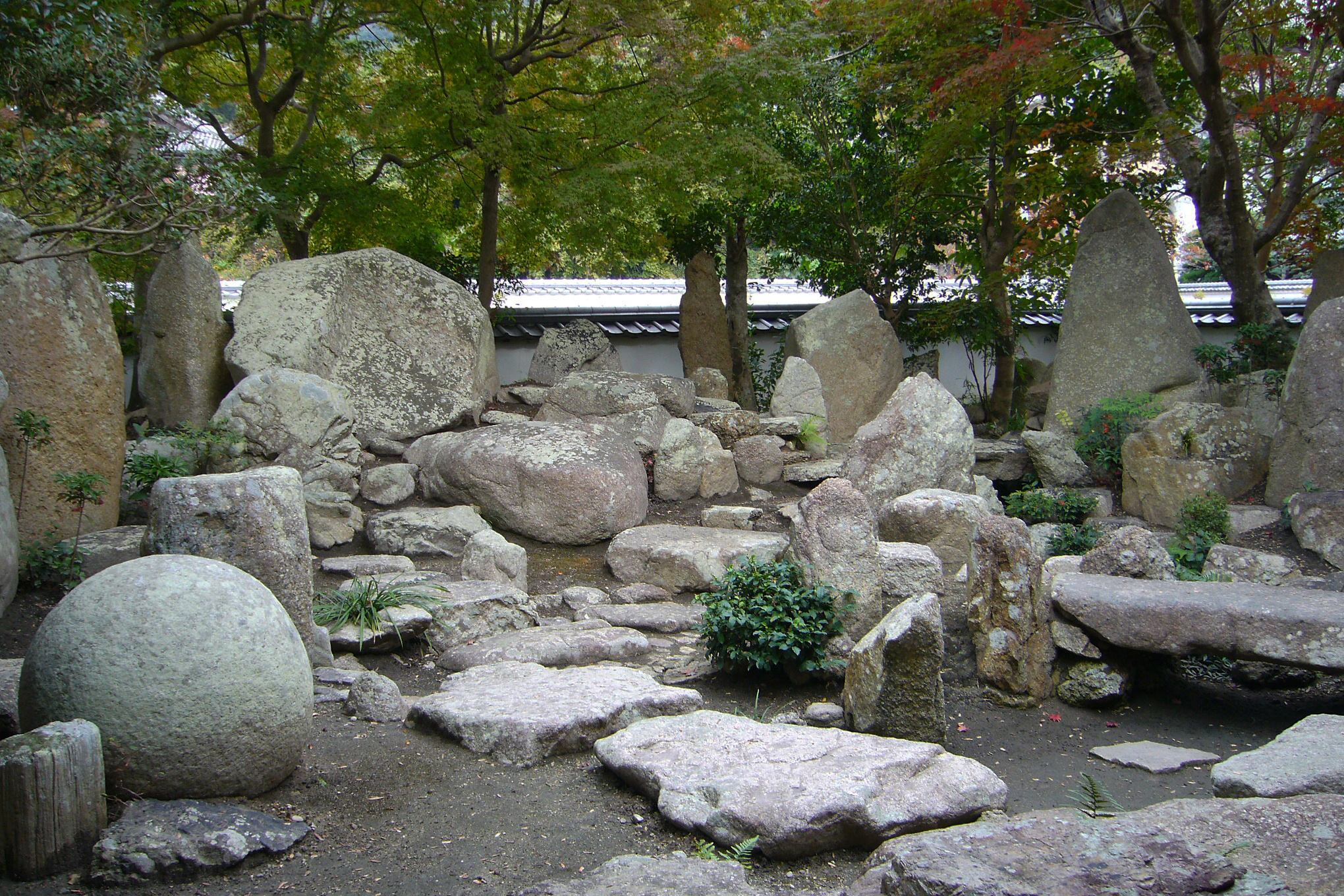
安養院庭園 中央左奥が蓬莱石
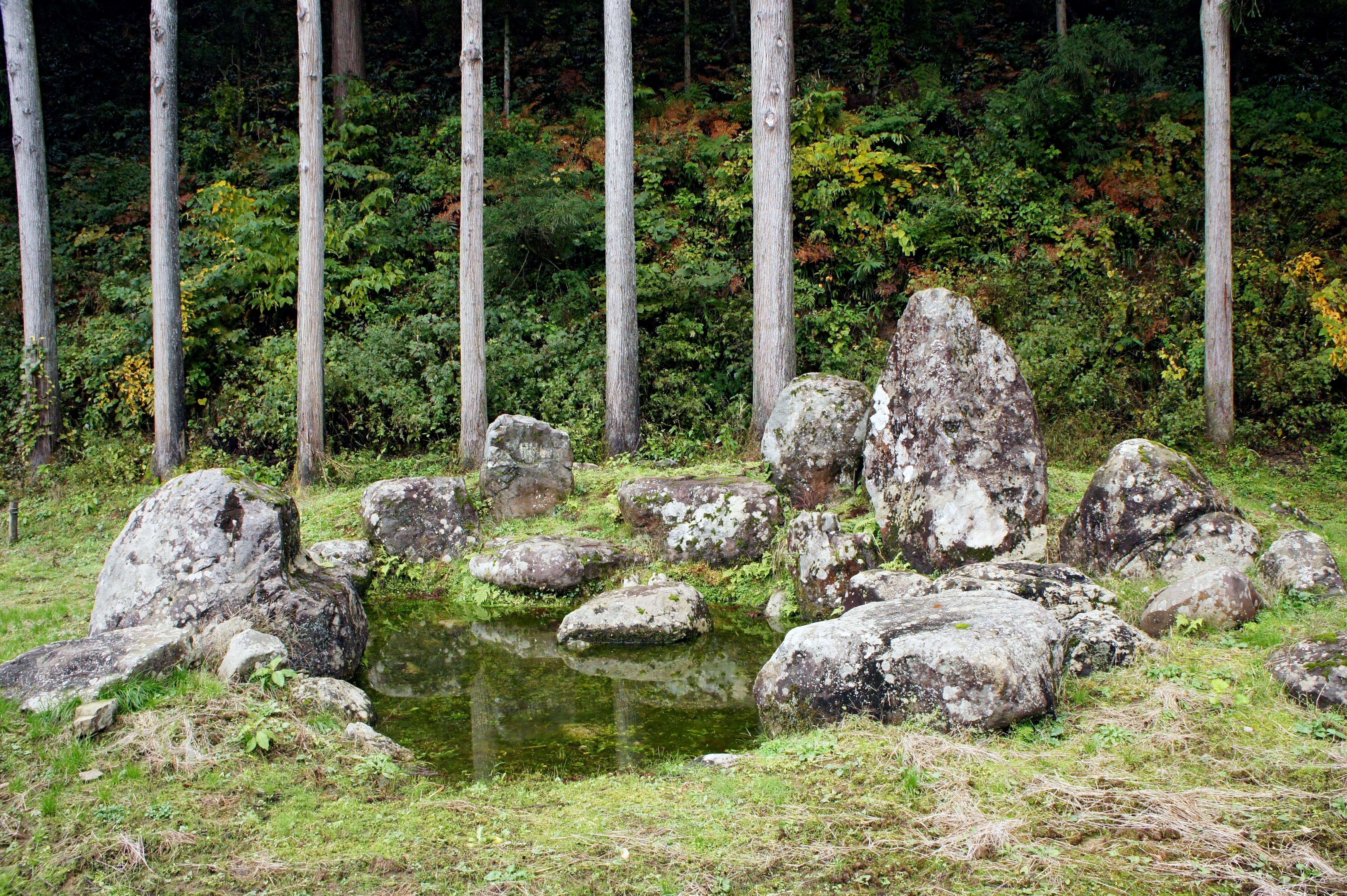
一乗谷朝倉氏庭園 南陽寺跡庭園 枯滝と枯池

### 江戸時代
江戸時代の枯山水の特徴として、禅宗寺院において龍安寺庭園を模範とした構成として再出発していることが挙げられる。こうした庭園は長方形の地割りと空白の白砂敷を基本とするが、石組は奥に寄せる形になっていることが特徴で、借景も用いるようになる。また植栽の刈込や箒目が整形化されるのも江戸時代である。代表例として大徳寺方丈庭園、正伝寺庭園、南禅寺方丈庭園、相国寺開山堂庭園、妙心寺東海庵書院南庭などがある。
一方で安土桃山時代の系譜を引く、自然な地割りをする枯山水も多くみられる。これらは池庭をそのまま枯池としたような趣があり、枯山水の象徴性が薄まり具体的な表現に置き換わっている。代表例として金地院庭園、曼殊院庭園、西江寺庭園などがある。
また地方の武家屋敷へも庭園文化が広がり、特色ある枯山水が作られた。代表例として月の桂の庭の石の上に石を載せる手法や、知覧武家屋敷の石灯籠を庭景とする手法、宮良殿内の石灰岩を用いる手法などがある。

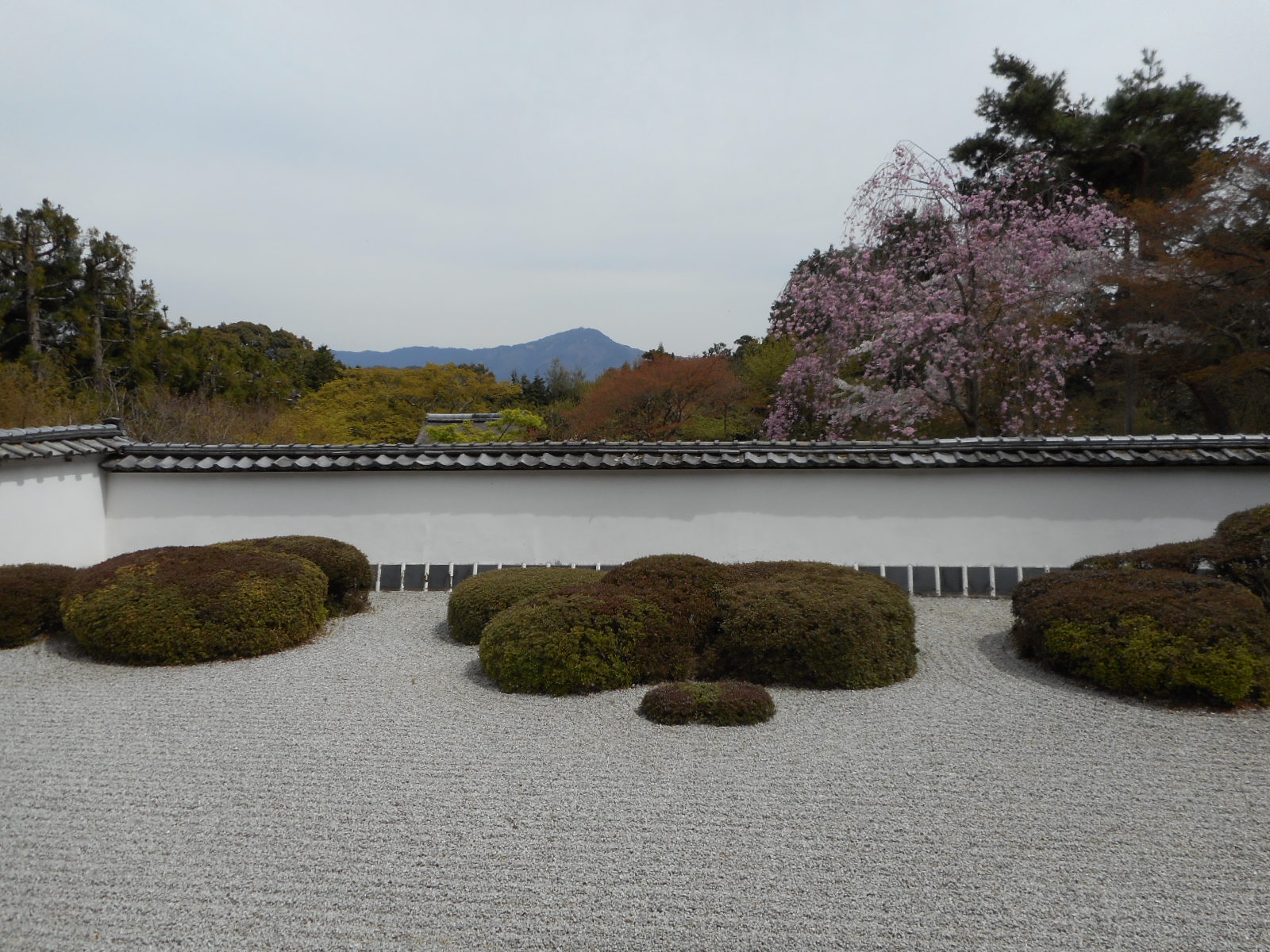
正伝寺庭園 借景は比叡山
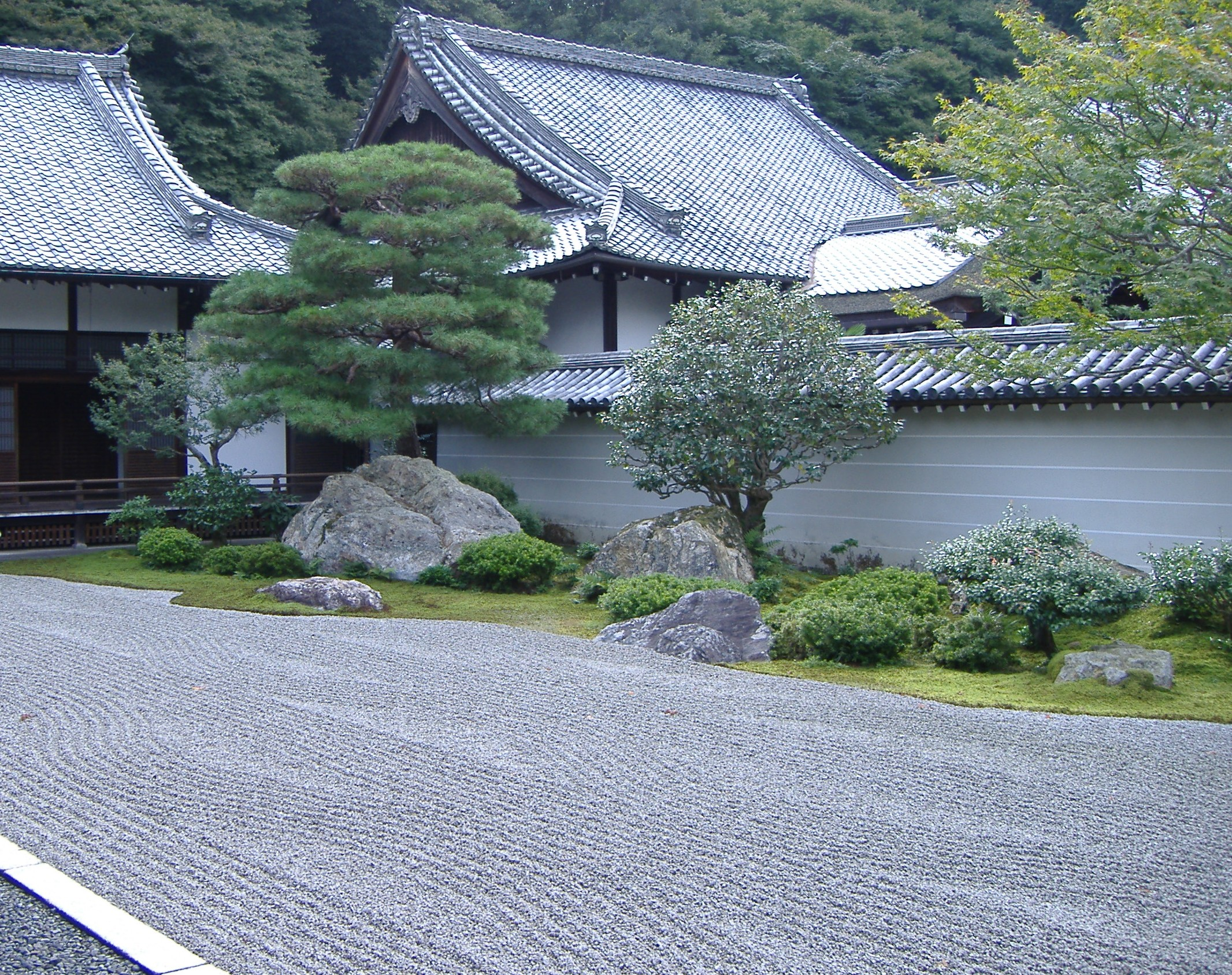
南禅寺方丈庭園（虎の子渡しの庭）
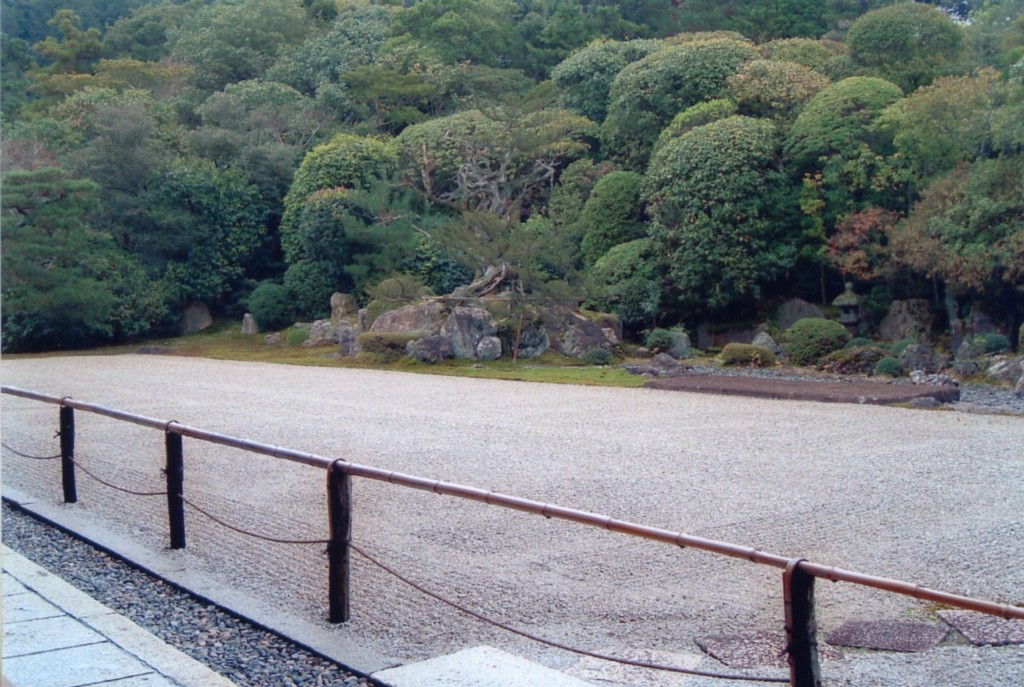
金地院庭園
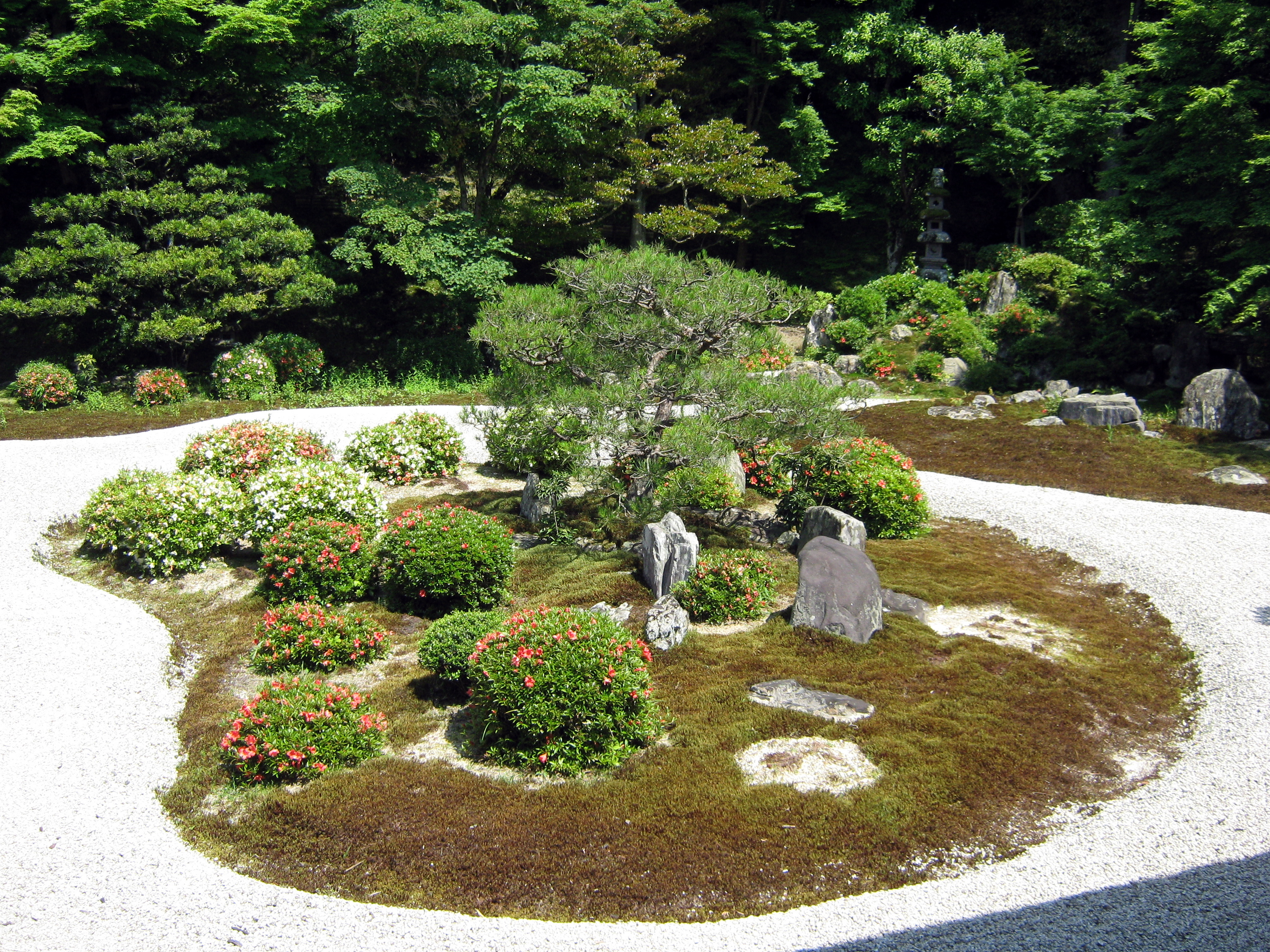
曼殊院庭園
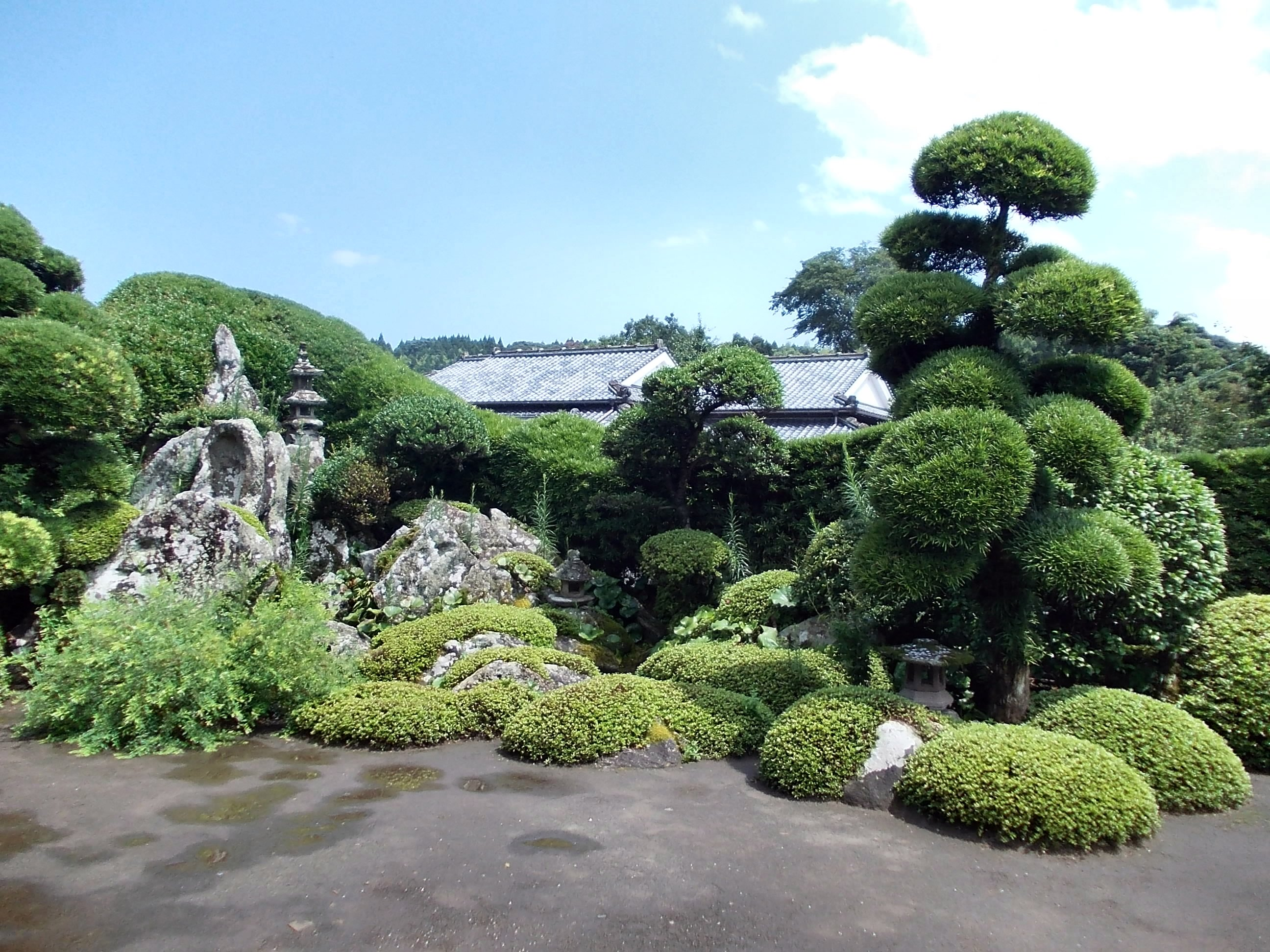
知覧武家屋敷 西郷恵一郎庭園
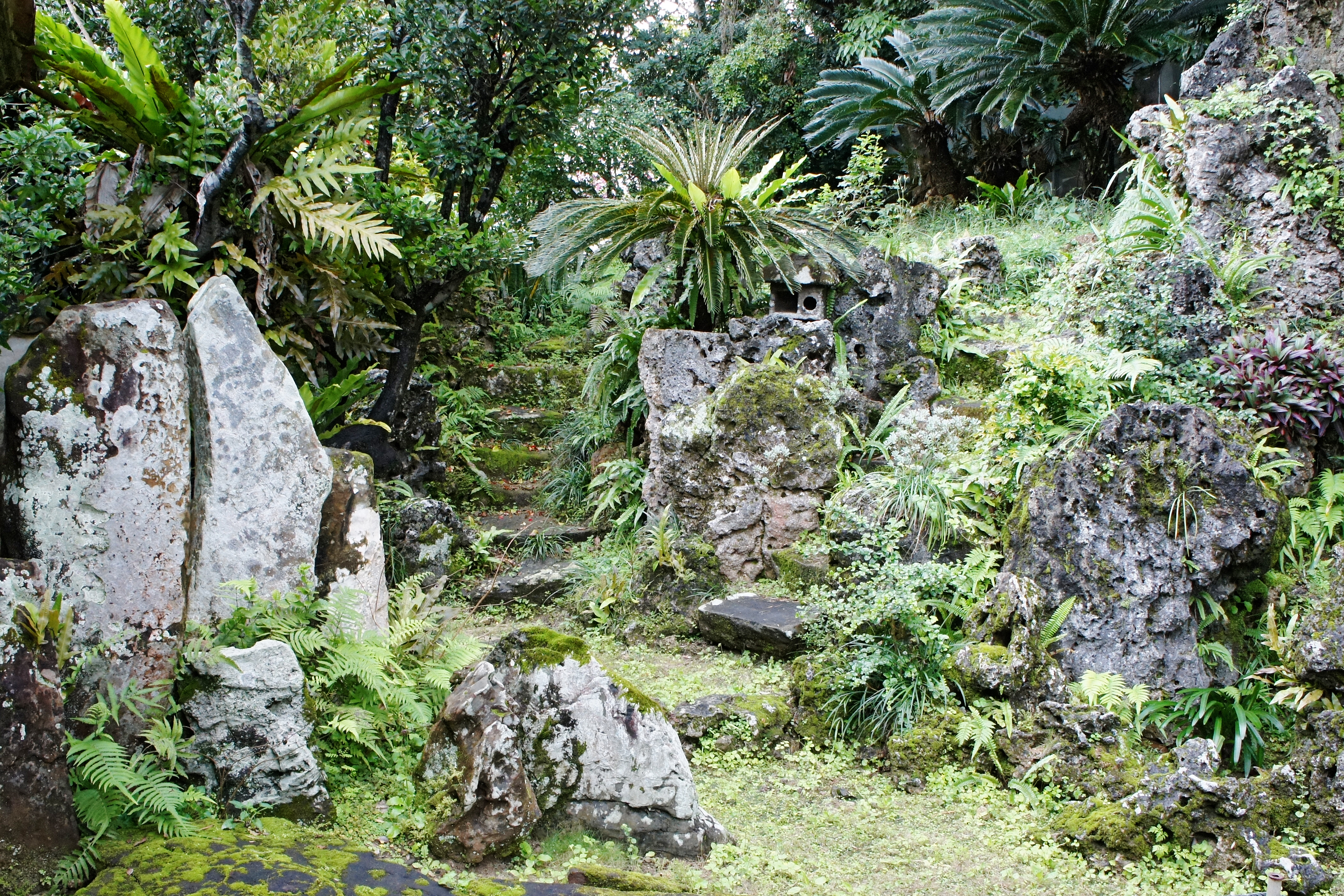
宮良殿内庭園

### 近代以降
明治から大正にかけては実業家による作庭が多かったが、かれらの興味は枯山水に向くことが無かったため質・量ともに低迷する。昭和に至ると庭園研究が活発に行われるようになり、戦後に至るとその再解釈や再構成が行われるようになった。また、岡本太郎やクリストファー・タナードらの著作によりモダン・ランドスケープ・デザインとして枯山水が評価されるようになり、海外での評価も高まる事となった。

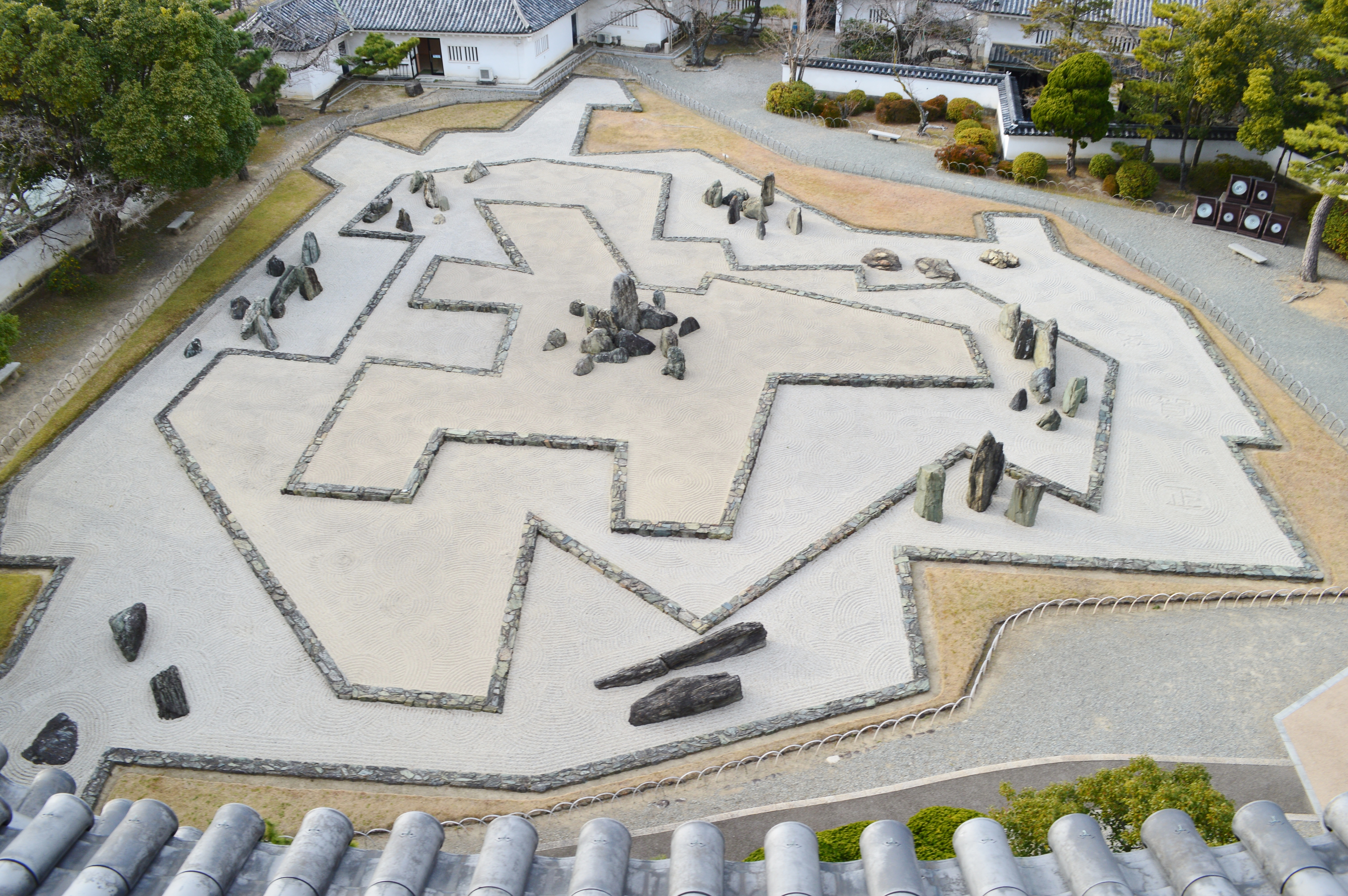
岸和田城 八陣の庭
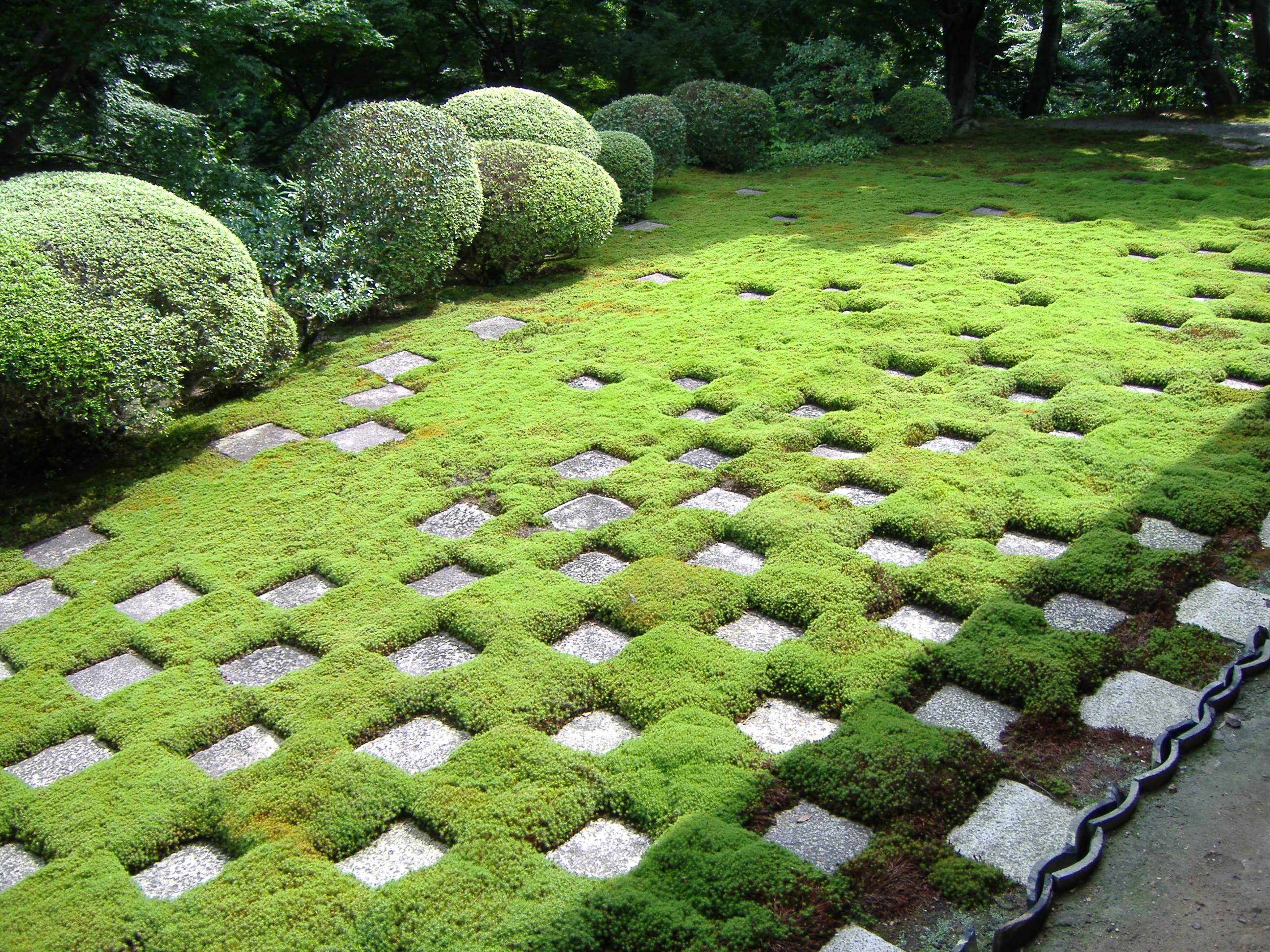
東福寺方丈八相の庭 北庭
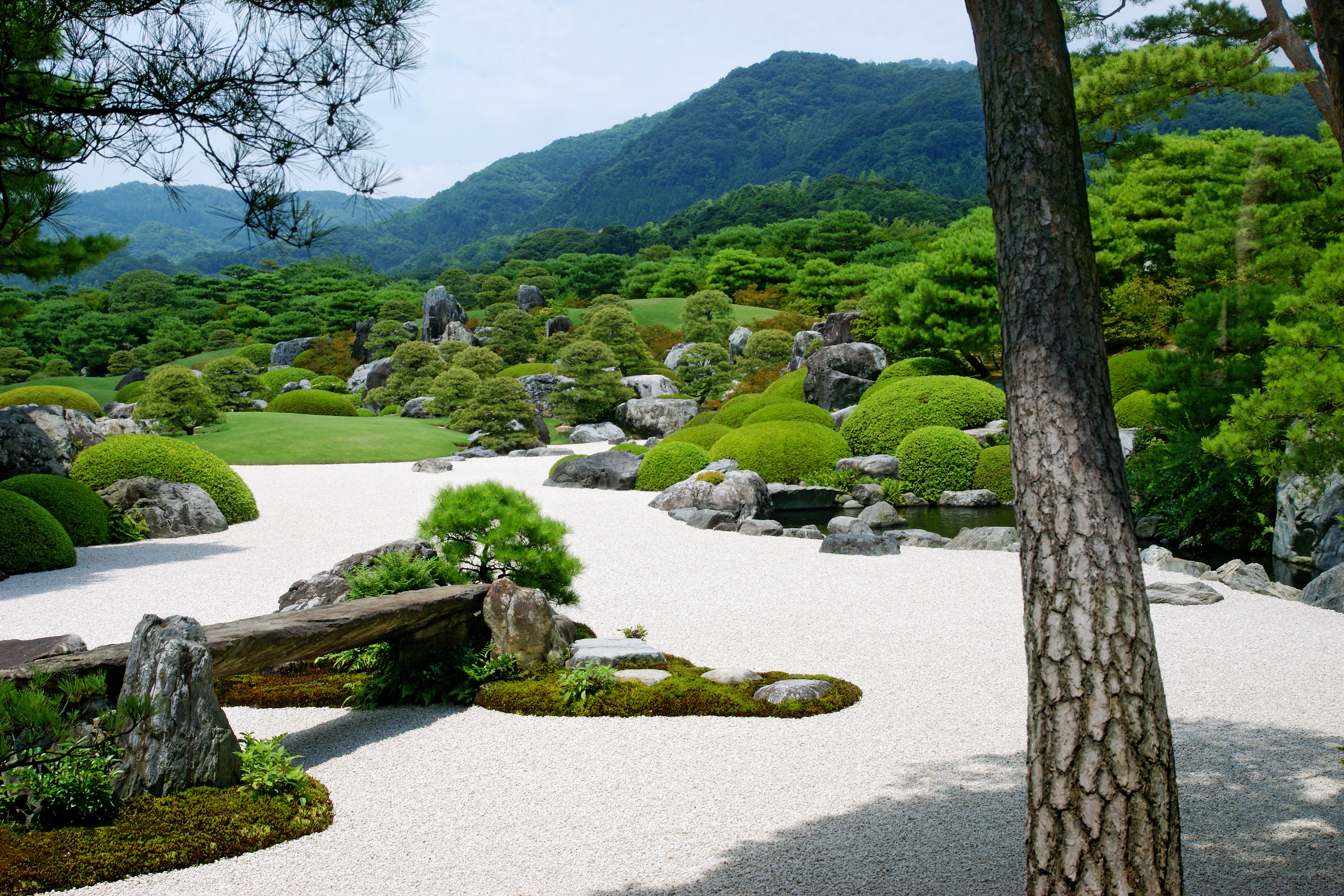
足立美術館 枯山水庭
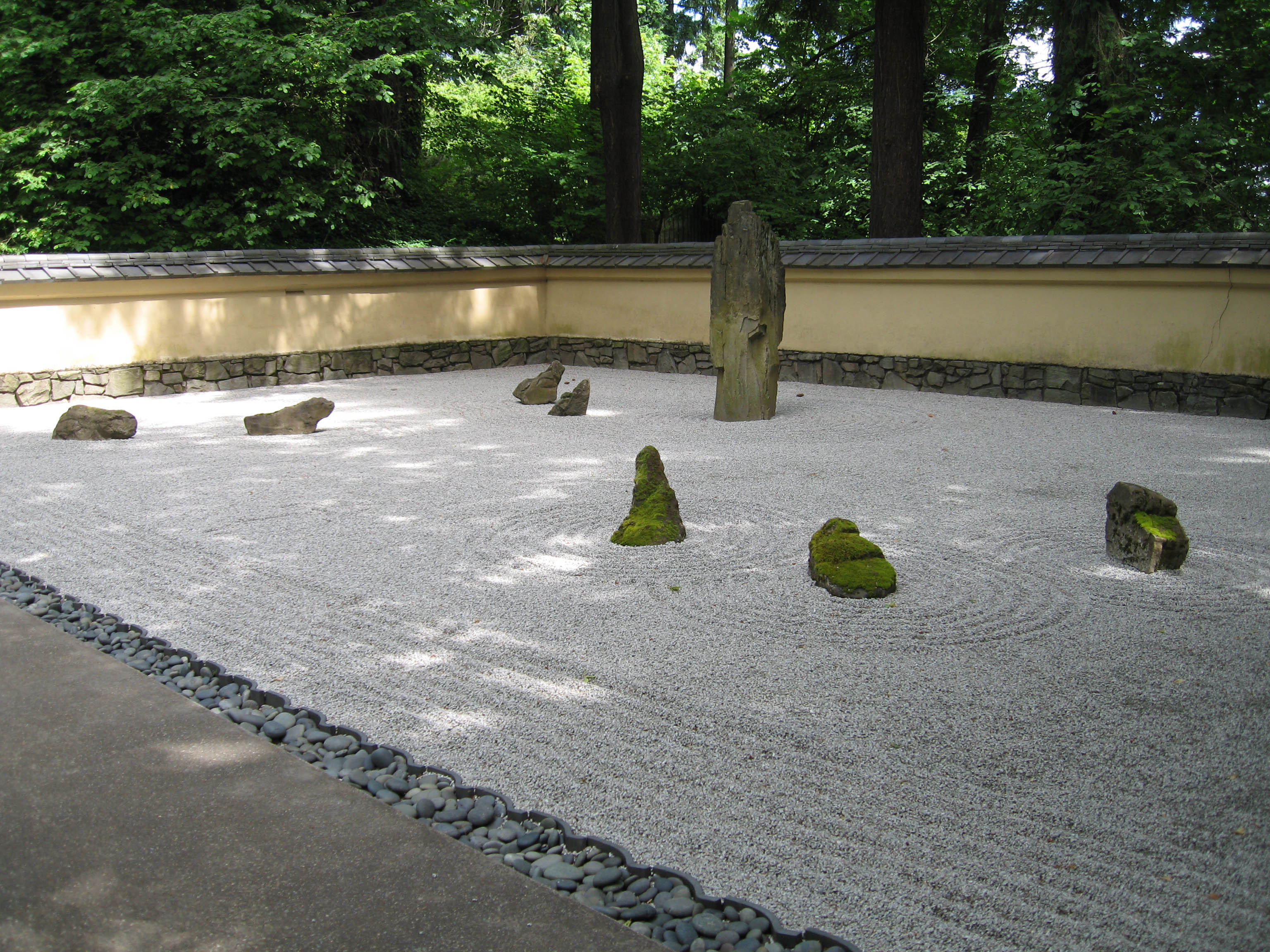
ポートランド日本庭園 Sand and stone garden